# Conquista aqueménida del valle del Indo

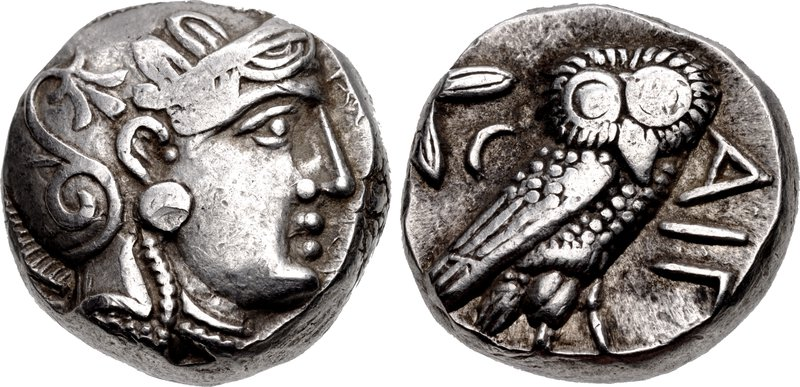
Moneda aqueménida, imitación de un tipo de moneda ateniense, del tipo que se encuentra en el tesoro de Kabul.

La conquista aqueménida del valle del Indo se refiere a la conquista y ocupación militar  aqueménida de los territorios de las regiones noroccidentales del subcontinente indio, entre los siglos VI y IV a. C. La conquista de las áreas hasta el río Indo se remonta a la época de Ciro el Grande, entre los años 550-539 a. C. La primera evidencia epigráfica segura, dada por la inscripción de la inscripción de Behistún, da una fecha anterior a 518 a. C. o alrededor de esta fecha. La penetración de los aqueménidas en la zona del subcontinente indio se produjo por etapas, comenzando por las partes septentrionales del río Indo y desplazándose hacia el sur; áreas del valle del Indo que se convirtieron en satrapías aqueménidas formales, como se menciona en varias inscripciones aqueménidas. El periodo aqueménida del valle del Indo terminó con la campaña india de Alejandro Magno alrededor del año 323 a. C. La ocupación aqueménida, aunque menos exitosa que la de los griegos pos-alejandrinos, Sakas o  Kushans, tuvo el efecto de familiarizar a la India con el mundo exterior.

## Antecedentes e invasión

India aparece al este del mundo habitado según Heródoto, 500 a. C.

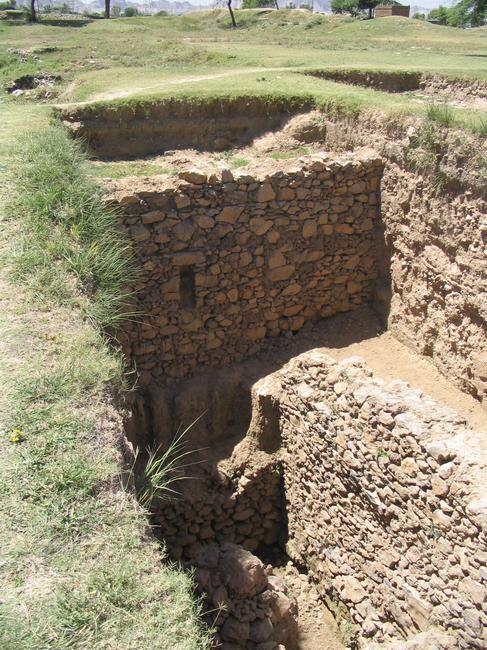
Ruinas en Bhir Mound que representan a la ciudad de Taxila durante el período aqueménida

Durante milenios, la parte noroccidental de la India ha mantenido cierto nivel de relaciones comerciales con el Cercano Oriente. Finalmente, el imperio aqueménida experimentó una considerable expansión, tanto al este como al oeste, durante el reinado de Ciro el Grande (600-530 a. C.), lo que llevó a la dinastía a interesarse directamente por la región del noroeste de la India.

### Ciro el Grande
Se cree que la conquista comenzó alrededor del año 535 a. C., durante la época de Ciro el Grande (600-530 a. C.). Probablemente Ciro llegó hasta las orillas del río Indo y organizó los territorios conquistados bajo la satrapía de Gándara,  antiguo cuneiforme persa: 𐎥𐎭𐎠𐎼, Gadāra, Gadāra, también transliterada como Gandāra ya que la "n" nasal antes de las consonantes se omitió en la antigua escritura persa y se simplificó como Pándara según la inscripción de Behistun, y en las versiones babilónica y elamita de la inscripción de Behistun se aludió también a la provincia como Paruparaesanna, en  griego: Parapamisadae. La extensión geográfica de esta provincia era más amplia que la del  Gandhara indio. Varios relatos, como los de Xenophon o Ctesias, que escribieron Indica, también sugieren que Ciro conquistó partes de la India. Otra provincia india fue conquistada llamada Satagidia (𐎰𐎫𐎦𐎢𐏁, Thataguš) en la inscripción de Behistún. Probablemente era contiguo a Gandhara, pero su ubicación real es incierta. Fleming lo sitúa entre Aracosia y el  Indo medio. Fleming también menciona a Maka, en la zona de Gedrosia, como una de las satrapías indias.

### Darío I
Sucesor de Ciro el Grande, Darío I, estaba de vuelta en 518 a. C. La fecha del año 518 a. C. viene dada por la inscripción Behistun, y a menudo también por la ocupación segura de Gandhara en el Punjab. Darío I conquistó más tarde una provincia adicional que él llama Hidūš en sus inscripciones (antiguo cuneiforme persa): 𐏃𐎡𐎯𐎢𐏁, H-i-i-du-u-š, también transliterada como Hindūš ya que la "n" nasal antes de las consonantes fue omitida en la escritura persa antigua, y simplificada como hinduismo), correspondiente al Valle del Indo. La inscripción de la «Tabla de Oro y Plata de Hamadán» de Darío I también se refiere a sus conquistas en la India.

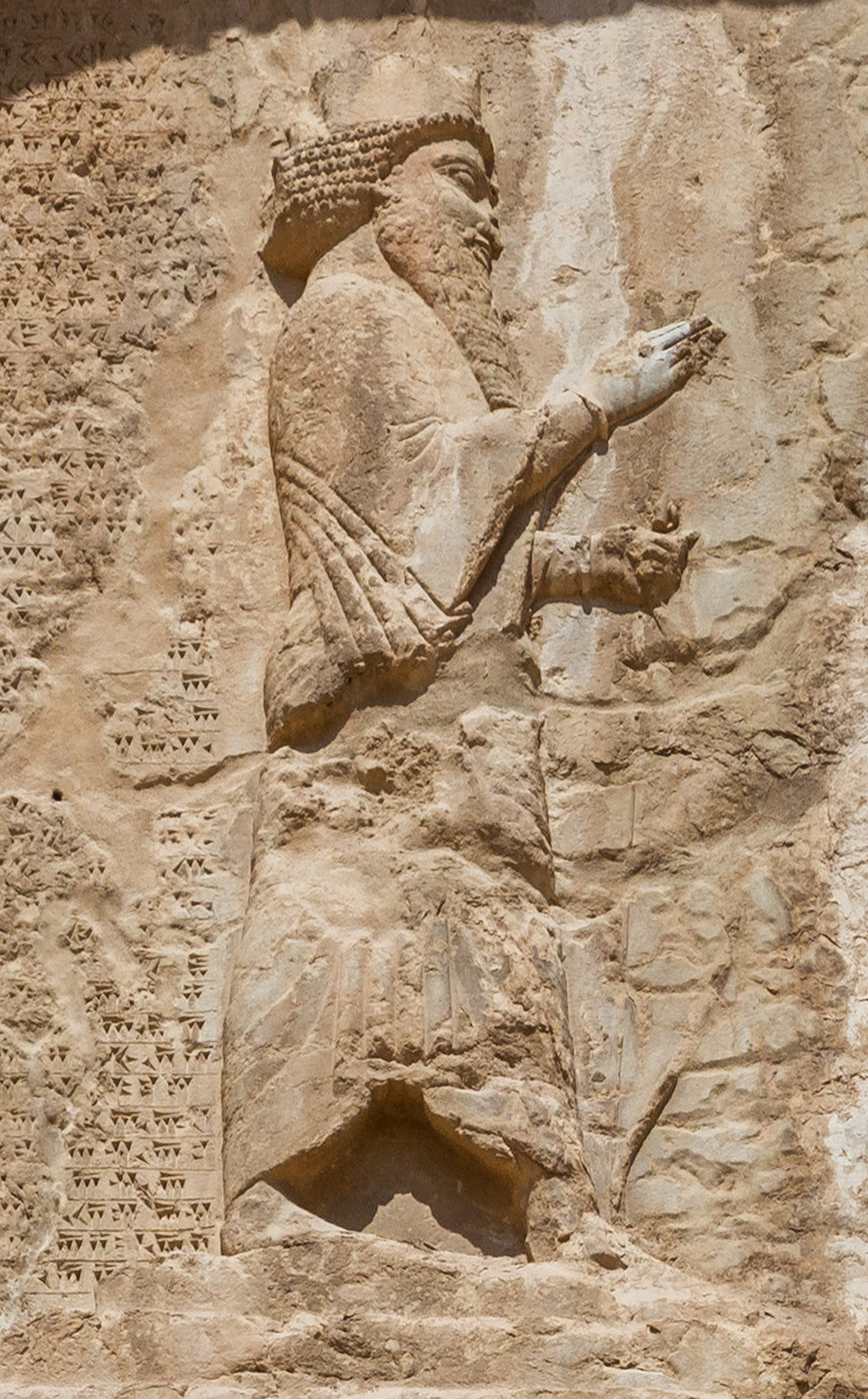
Darío I en su tumba

El área exacta de la provincia de Hindush es incierta. Algunos estudiosos lo han descrito como el valle medio y bajo del Indo y la región aproximada de la moderna Sindh, pero no hay evidencia conocida de presencia aqueménida en esta región, y los depósitos de oro, que según Heródoto, fueron producidos en grandes cantidades por esta provincia, también son desconocidos en la región del delta del Indo. Alternativamente, el Hindush pudo haber sido la región de Taxila y el Punjab occidental, donde hay indicios de que podría haber existido una satrapía persa. Hay pocos restos de presencia aqueménida en el este, pero, según Fleming, el yacimiento arqueológico de Bhir Mound en Taxila sigue siendo el «candidato más plausible para la capital de la India aqueménida», basándose en el hecho de que se han encontrado allí numerosos estilos de cerámica similares a los de los aqueménidas en el este, y que «no hay otros yacimientos en la región con el potencial de Bhir Mound».
Según Heródoto, Darío I envió al explorador griego Escílax de Carianda a navegar por el río Indo, encabezando un equipo de espías, para explorar el curso del río Indo. Después de un periplo de 30 meses, se dice que Escilax regresó a Egipto cerca del Mar Rojo, y los mares entre el Cercano Oriente y la India fueron aprovechados por Darío.
También según Heródoto, los territorios de Gandhara, Sattagydia, Dadicae y Aparytae formaban la séptima provincia del Imperio Aceménida a efectos de pago de impuestos, mientras que Indus, también llamado Ἰνδός, "Indos" según fuentes griegas, formaba la vigésima región fiscal.

### Ejército aqueménida

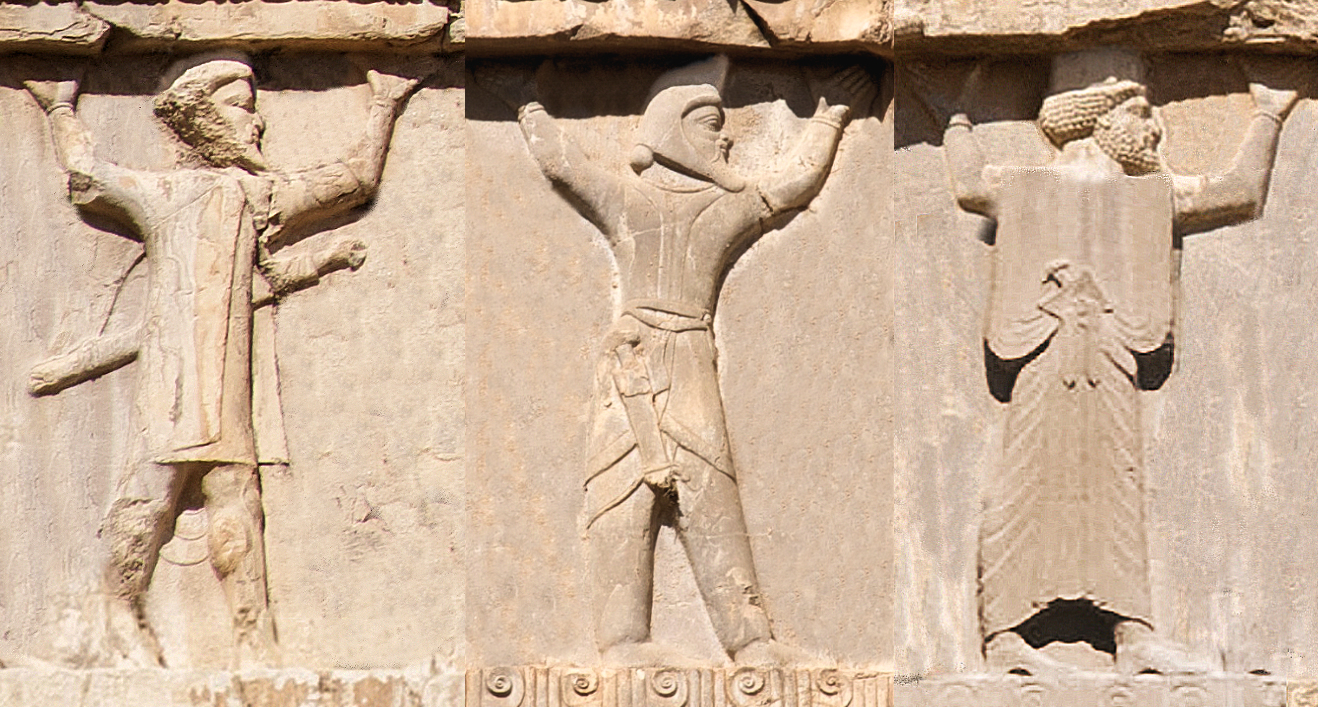
Griegos jónicos (Yavanas), escitas (sacas) y persas. (Parasikas) soldados del ejército aqueménida, como se describe en las tumbas reales aqueménidas de alrededor de 500 a 338 a. C.

El ejército aqueménida no era únicamente persa. Más bien se componía de muchas etnias diferentes que formaban parte del vasto imperio aqueménida. El ejército incluía a bactrianos, sacas (escitas), partos y sogdianos. Heródoto da una lista completa de las etnias del ejército aqueménida, entre las que se incluyen los jonios (griegos), e incluso los etíopes. Es probable que estas etnias hayan sido incluidas en el ejército aqueménida que invadió la India.
Los persas pudieron haber participado más tarde, junto con los sacas y los griegos, en las campañas de Chandragupta Maurya para ganar el trono de Magadha alrededor del año 320 a. C. El Mudrarakshasa afirma que después de la muerte de Alejandro, una alianza de  Shaka- Yavana-Kamboja-Parasika-Bahlika fue utilizada por Chandragupta Maurya en su campaña para tomar el trono en Magadha y fundar el Imperio Mauryan. Los Sakas eran los escitas, los Yavanas los griegos, y los Parasikas los persas. David Brainard Spooner observó de Chandragupta Maurya que fue en gran parte con el ejército persa que ganó el trono de la India.

## Inscripciones y cuentas
Estos acontecimientos se registraron en las inscripciones imperiales de los aqueménidas, la inscripción Behistun y la inscripción Naqsh-i-Rustam, así como en los relatos de Heródoto (483-431 a. C.) y en los relatos helenísticos de las conquistas griegas en la India (alrededor de 320 a. C.). La escila griega de Caryanda, que había sido designada por Darío I para explorar el Océano Índico desde la desembocadura del Indo hasta Suez, dejó un relato, el Periplous, del que han sobrevivido fragmentos de fuentes secundarias. Hecateo de Mileto (alrededor del año 500 a. C.) también escribió sobre las "Satrapías de Indo" de los aqueménidas.

### Inscripción de Behistun
La inscripción'DB' Behistun[32] de Darío I (alrededor del año 510 a. C.) menciona Gándara (𐎥𐎭𐎠𐎼, Gadāra, Gadāra) y el territorio adyacente de Sattagydia (𐎰𐎫𐎦𐎢𐏁, Thataguš) como parte del imperio aqueménida:

El rey  Darío dijo: Estos son los países que están sujetos a mí, y por la gracia de Ahuramazda Me convertí en su rey: Persia [Pârsa], Elam [Ûvja], Babilonia [Bâbiruš], Asiria [Athurâ], Arabia [Arabâya], Egipto [Mudrâya], los países junto al mar, Lidia [Sparda], los griegos [Yauna] [Ionia],  Media [Mâda], Armenia [Armina], Capadocia [Katpatuka], Partia [Parthava], Drangiana [Zraka], Aria [Haraiva], Chorasmia [Uvârazmîy], Bactria [Bâxtriš], Sogdiano [Suguda], [Gándara] [Gadāra], Scythia [Saka], Satagidia [Thataguš], Arachosia [Harauvatiš] y Maka. "Veintitrés tierras en total" de Darío I.

-  Inscripción de Behistún de Darío I.

De la datación de la «inscripción de Behistun», es posible inferir que los aqueménidas primero conquistaron las áreas de Gandara y Sattagydia alrededor de 518 a. C.

### Inscripciones en la estatua de Darío
Hinduš también es mencionado como uno de los 24 países sujetos del Imperio Aceménida, ilustrado con el dibujo de un sujeto arrodillado y un cartucho jeroglífico que dice 𓉔𓈖𓂧𓍯𓇌 (H-n-d-wꜣ-y) en la  Estatua Egipcia de Darío I, ahora en el Museo Nacional de Irán. También aparece Sattagydia (𓐠𓂧𓎼𓍯𓍒, S-d-g-wꜣ-ḏꜣ, Sattagydia), y probablemente Gándara (𓉔𓃭𓐍𓂧𓇌, H-rw-h-d-y, aunque podría ser Arachosia), con sus propias ilustraciones.

### Tabletas de laApadana Palace Foundation

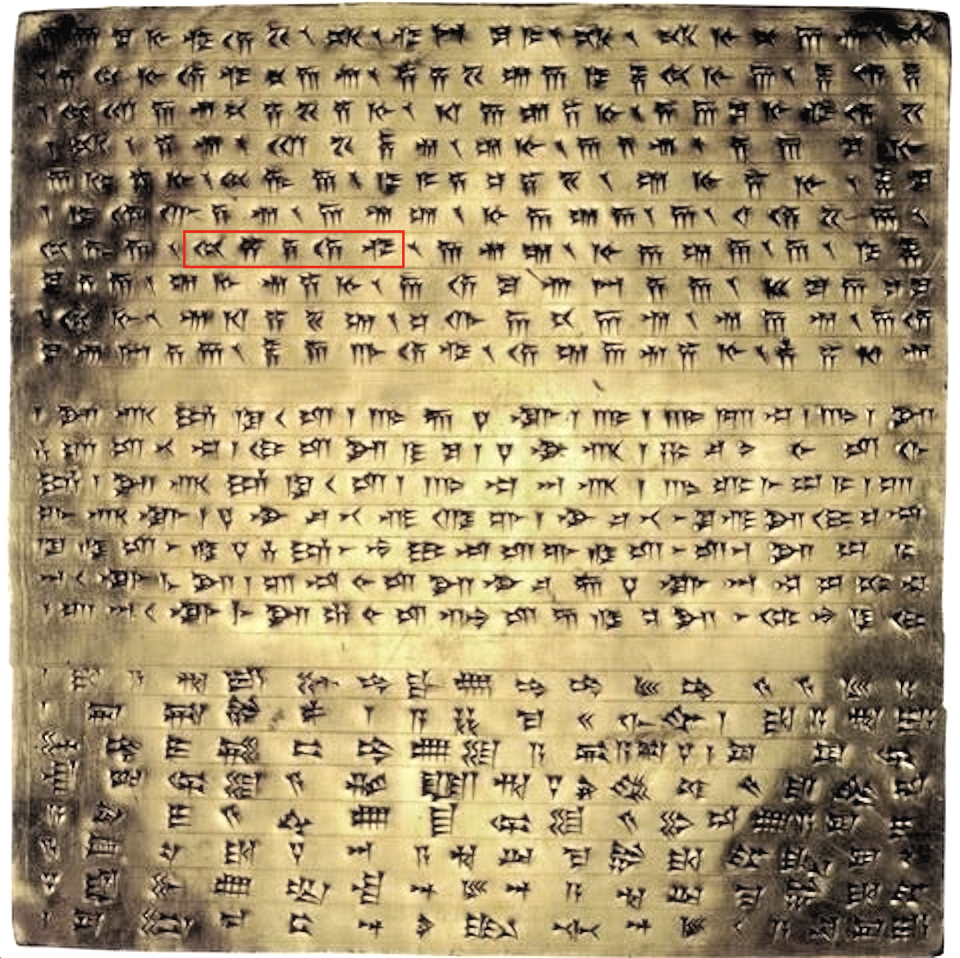
Placa de oro de la fundación de Darío I en el palacio de Apadana en Persépolis con la palabra Hidauv, locativo de " Hiduš "

Cuatro tablillas idénticas de oro y plata, encontradas en dos cajas de depósito en los cimientos del  Palacio Apadana, contenían también una inscripción de Darío I en cuneiforme persa antiguo, que describe la extensión de su Imperio en términos geográficos amplios, desde el valle del Indo en el este hasta Lidia en el oeste, y desde los escitas más allá de Sogdia en el norte, hasta el Reino Africano de Kush en el sur. Esto se conoce como la inscripción DPh. La deposición de estas tablillas de cimentación y el tesoro de monedas de Apadana que se encuentra debajo de ellas, está fechada hacia el año 515 a. C.

Darío, el gran rey, rey de reyes, rey de países, hijo de Hystaspes, un aqueménida. El rey Darío dice: Este es el reino que tengo, desde las Sacae que están más allá de Sogdia hasta Kush, y desde Sind (Persa Viejo: 𐏃𐎡𐎭𐎢𐎺, "Hidauv", locativo de "Hiduš", es decir, "Valle del Indo") hasta Lydia (Persa Viejo: "Spardâ") -esto es, lo que Ahuramazda, el más grande de los dioses, me otorgó. ¡Que Ahuramazda me proteja a mí y a mi casa real!

- DPh inscripción de Darío I en los cimientos del Palacio Apadana.

### Inscripción de Naqsh-e Rustam

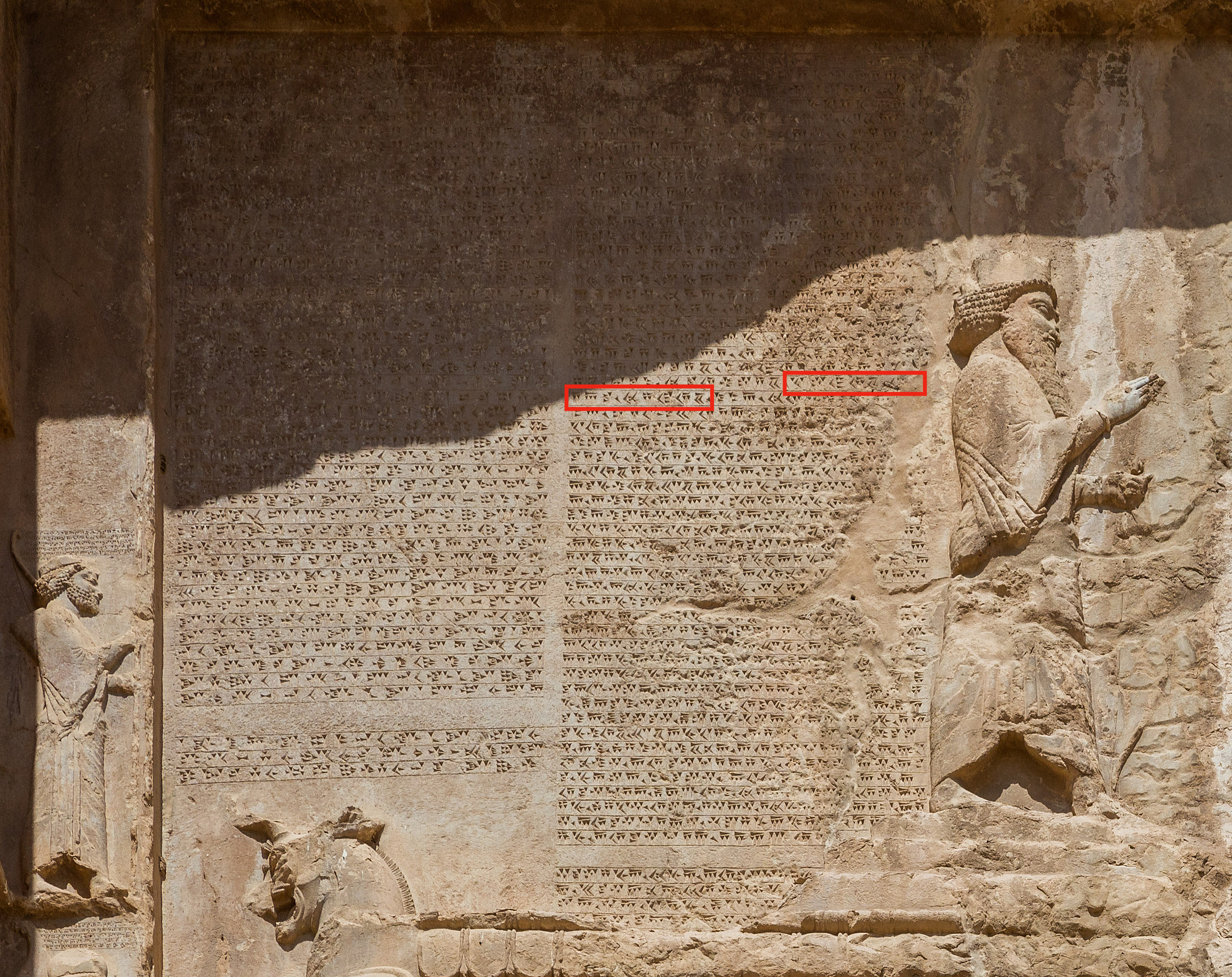
La inscripción DNa en Naqsh-e Rustam, en la tumba de Darío I, mencionando los tres territorios de la India: Sattagydia (𐎰𐎫𐎦𐎢𐏁, Thataguš), Gandara (𐎥𐎭𐎠𐎼, Gadara) e India (𐏃𐎡𐎯𐎢𐏁, Hidūš) como parte del Imperio Aqueménida.

La inscripción DSe y DSm de Darío en Susa da a Thataguš (Sattagydia), Gadāra (Gandara) e Hiduš (Sind) entre las naciones que él gobierna.
Hidūš (𐏃𐎡𐎯𐎢𐏁 en cuneiforme persa antiguo) también aparece más tarde como una satrapía en la inscripción Naqsh-i-Rustam al final del reinado de Darío, que murió en 486 a. C. La inscripción DNa en la tumba de Darío en Naqsh-i-Rustam cerca de Persépolis registra Gadāra (Gandāra) junto con Hiduš y Thataguš (Sattagydia) en la lista de satrapías.

El rey Darío dice: Por el favor de Ahuramazda, estos son los países que tomé fuera de Persia; yo los goberné; ellos me rindieron tributo; ellos hicieron lo que yo les dije; ellos sostuvieron mi ley firmemente;  Media, Elam, Partia, Aria, Bactria, Sogdiano, Chorasmia, Drangiana, Aracosia, Satagidia,  Gandara (Gadāra), India (Hiduš), los escitas bebedores de haomas, los escitas con tapas puntiagudas, Babilonia, Asiria, Arabia, Egipto, Armenia, Capadocia, Lidia, los griegos (Yauna), los escitas del otro lado del mar Saka, Tracia, los griegos de petasos (Yaunâ), los libios, los nubios, los hombres de Maka y los carios.

- Naqsh-e Rustam inscripción de Darío I (alrededor del 490 a.C.)

## Administración aqueménida

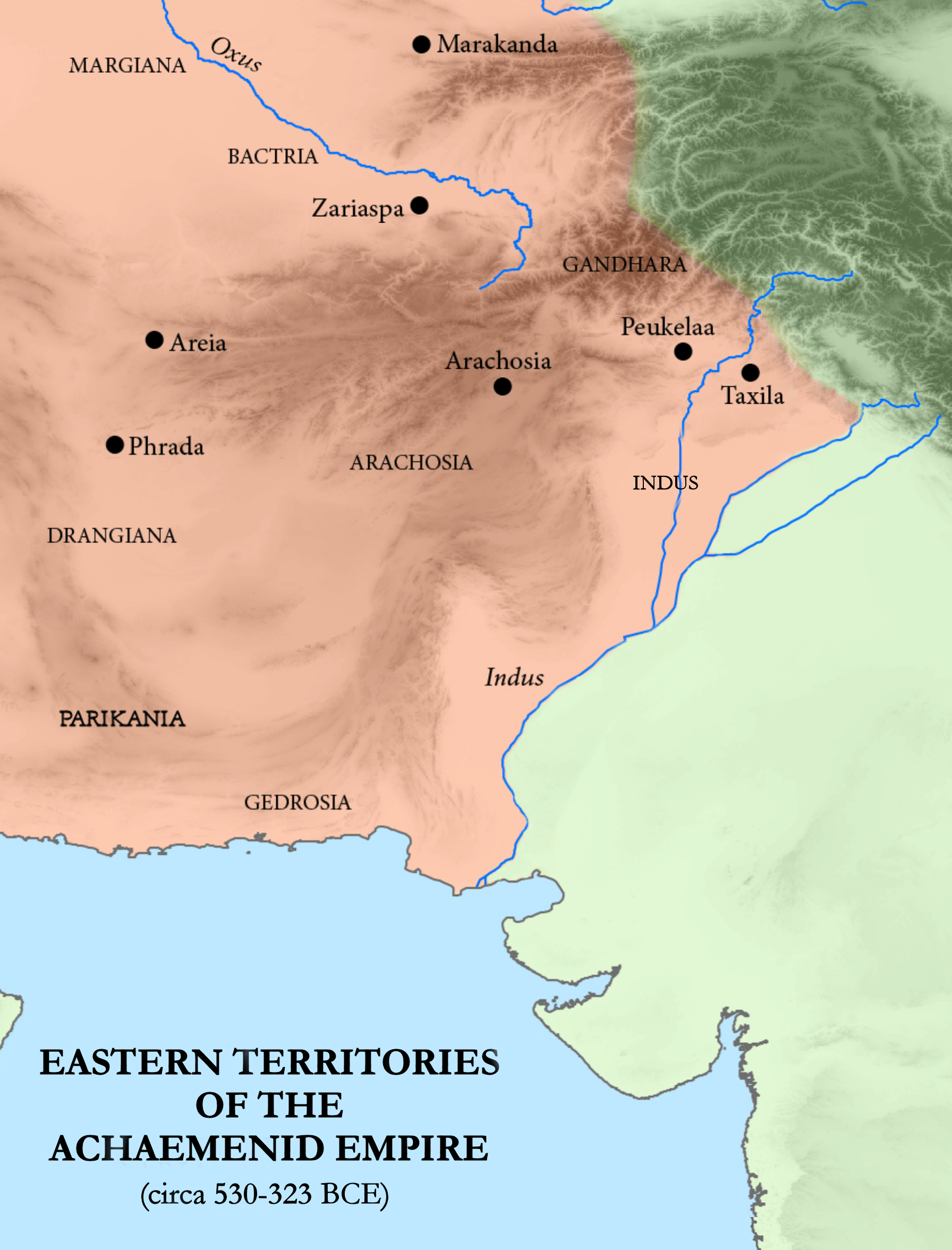
Territorios orientales del Imperio Aqueménida.

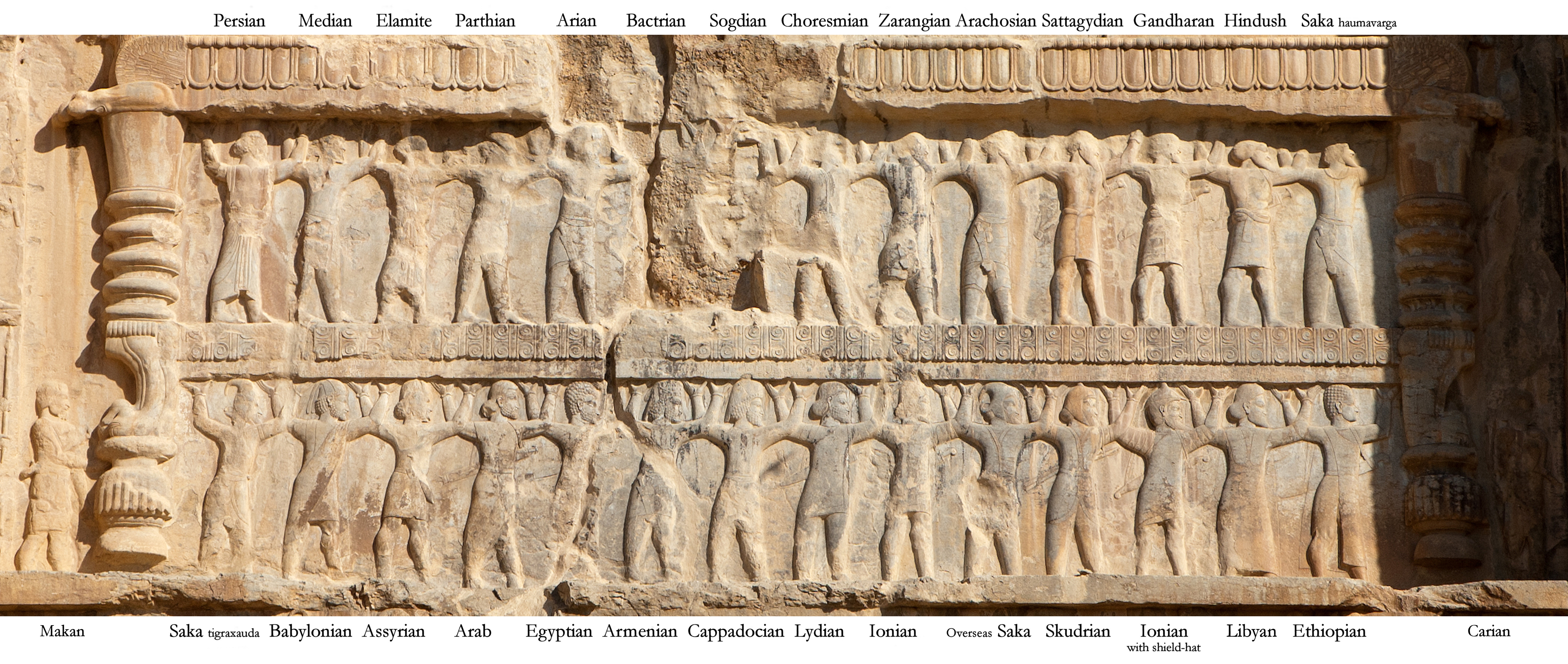
Los nombres de las tres provincias indias antiguas todavía aparecen en etiquetas cuneiformes trilingües sobre sus respectivas figuras en la tumba de Artaxerjes II (c.358 a. C.)

La naturaleza de la administración de los aqueménidas es incierta. Aunque las provincias indias son llamadas satrapías por convención, no hay evidencia de que haya satrapías en estas provincias. Cuando Alejandro invadió la región, no se encontró con sátrapas aqueménidas en las provincias indias, sino con gobernantes indios locales llamados hiparcas ("viceregentes"), término que significa subordinación a los gobernantes aqueménidas. 
Los gobernantes locales pueden haber informado a los satélites de Bactria y Arachosia.

### Listas de provincias acheménidas
Darío I enumeró tres provincias indias: Thataguš (Sattagydia), Gandâra (Gandhara) e Hidūš (Sind), en el que "Sind" debe entenderse como "Valle del Indo".50] Las tres regiones permanecieron representadas entre las provincias aqueménidas en todas las tumbas de los gobernantes aqueménidas después de Darío, a excepción del último gobernante Darío III que fue derrotado por Alejandro en Gaugamela, lo que sugiere que los indios estuvieron bajo dominio aqueménida por lo menos hasta el año 338 a. C., fecha del fin del reinado de Artajerjes III, antes de la adhesión de Darío III, es decir, menos de 10 años antes de las campañas de Alejandro en el Este y su victoria en Gaugamela. La última aparición conocida de Gandhara en nombre como provincia aqueménida está en la lista de la tumba de Artajerjes II, alrededor del año 358 a. C., fecha de su entierro.

### Lista de Heródoto
Heródoto (III-91 y III-94), da una lista con una estructura ligeramente diferente, ya que algunas provincias que se presentan por separado en las inscripciones aqueménidas están agrupadas por Heródoto cuando describió el tributo pagado por cada territorio. Heródoto presenta a los Indos (Ἰνδός) como la «vigésima provincia», mientras que los Satagidia, Gandari, «Dadicae» y «Aparytae» juntos forman "la séptima provincia" Según el historiador A. T. Olmstead, el hecho de que algunas regiones aqueménidas estén agrupadas en esta lista puede haber representado alguna pérdida de territorio.
La provincia Hindūš, permaneció leal hasta la invasión de Alejandro alrededor del 400 a. C. Ctesias de Cnidus relató que el rey persa estaba recibiendo numerosos regalos de los reyes de la «India» (Hindūš). Ctesias también informó que los elefantes y los mahouts indios hacían demostraciones de la fuerza del elefante en la corte aqueménida.
Hacia el año 380 a. C., el dominio persa sobre la región se debilitaba, pero el área continuó siendo parte del imperio aqueménida hasta la invasión de Alejandro.
Darío III (c. 380 - julio 330 a. C.) todavía tenía unidades indias en su ejército. En particular tenía 15  elefantes de guerra en la batalla de Gaugamela en su lucha contra Alejandro Magno.

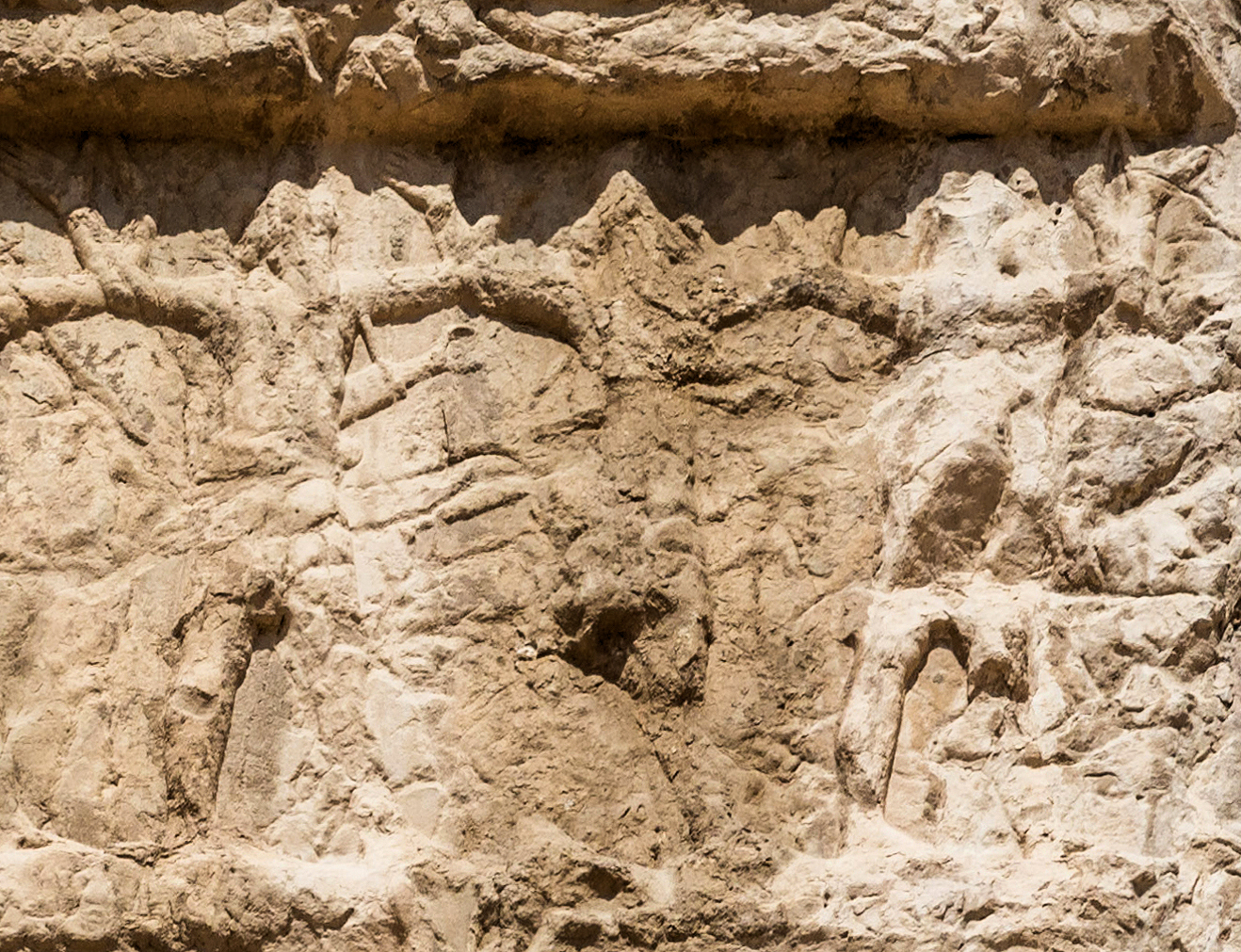
Soldados indios en la tumba de Darío I (c. 500 a. C.)
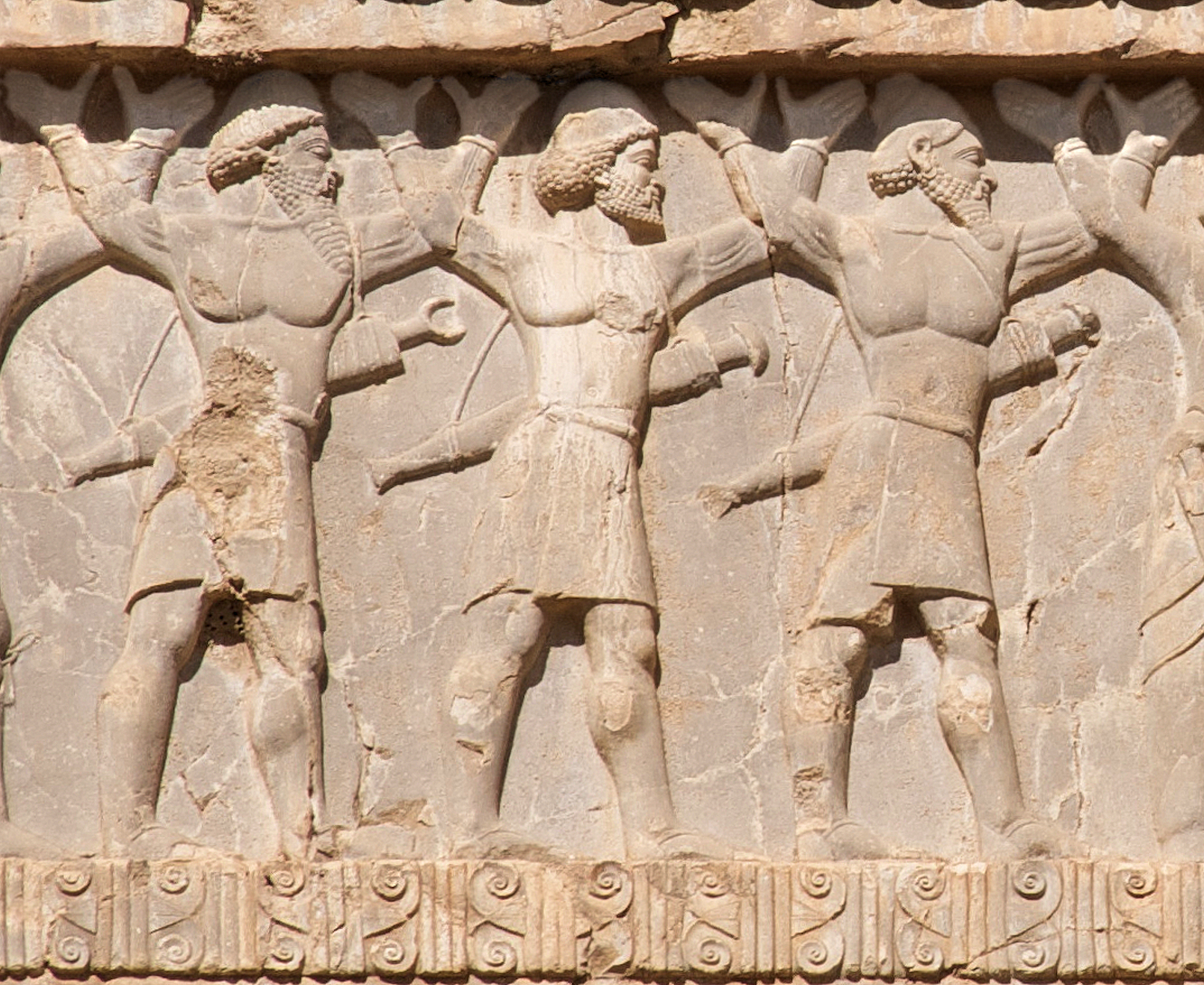
Soldados indios en la tumba de Jerjes I (c.480 a. C.)
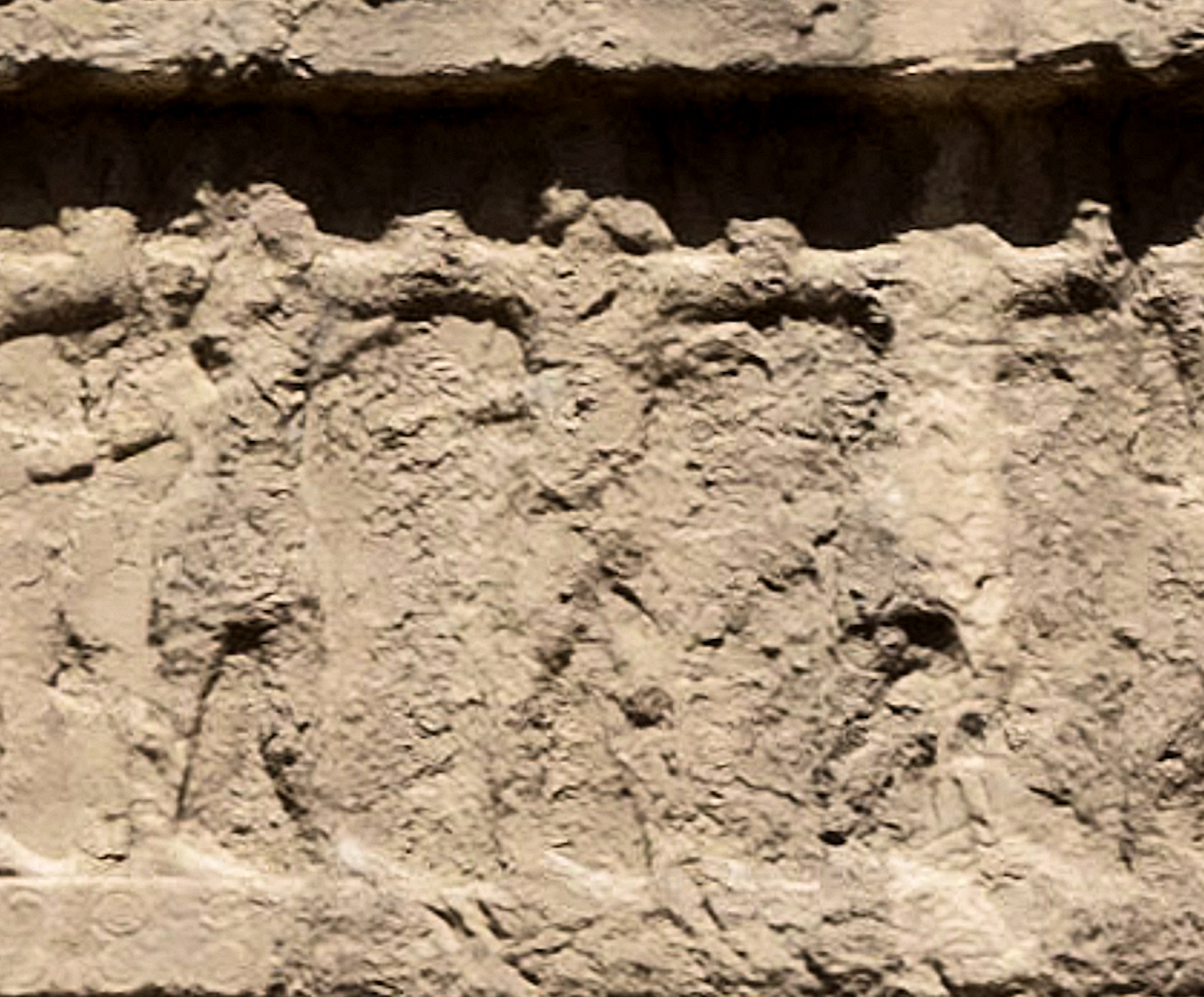
Soldados indios en la tumba de Artajerjes I (c.430 a.C.)
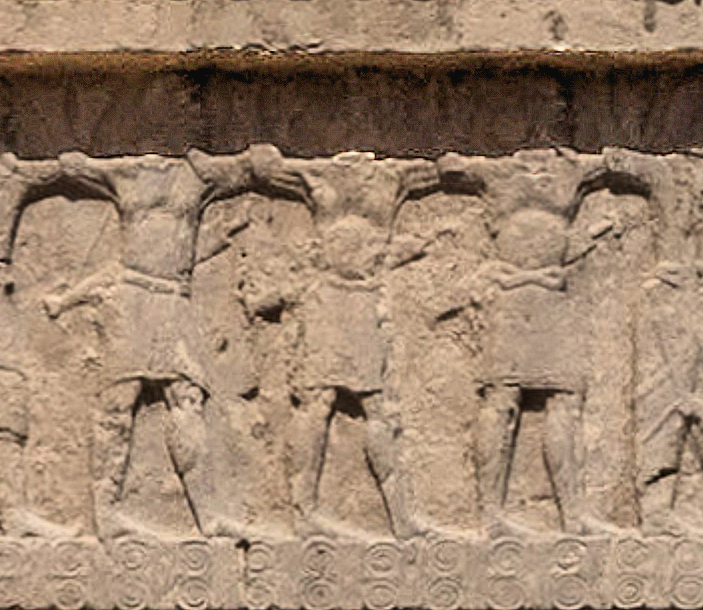
Soldados indios en la tumba de Darío II (c.410 aC)
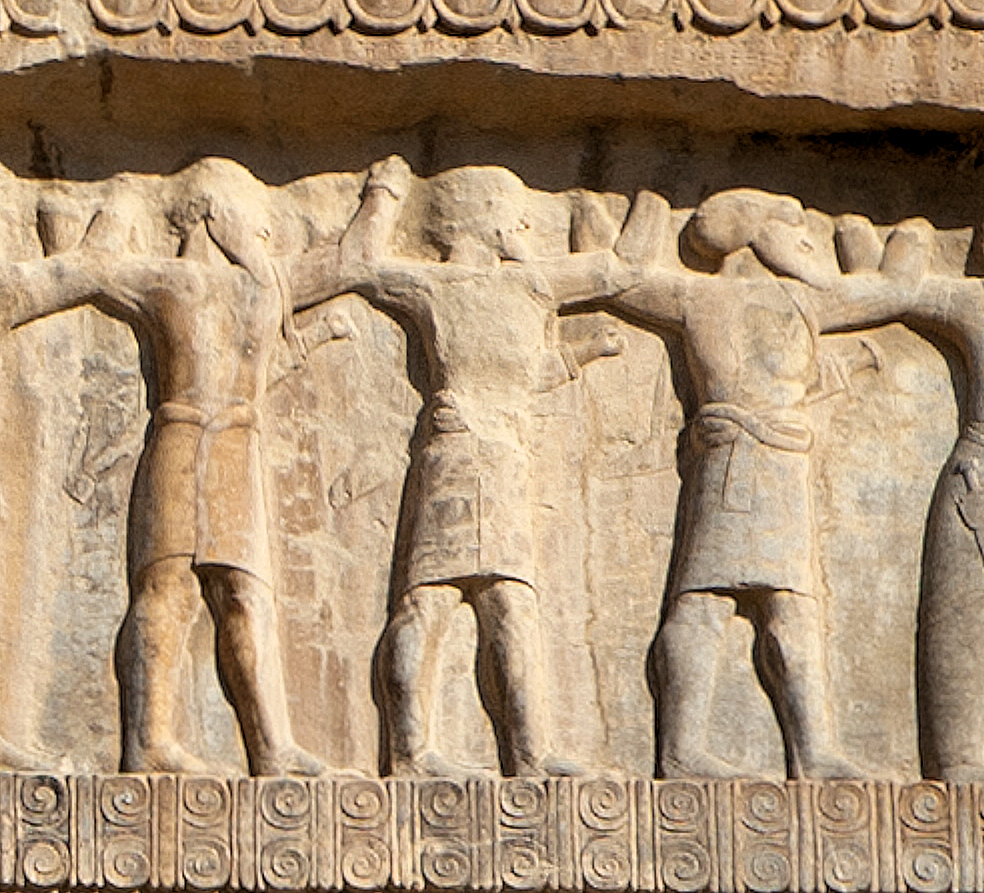
Soldados indios en la tumba de Artajerjes II (c.370 a. C.)
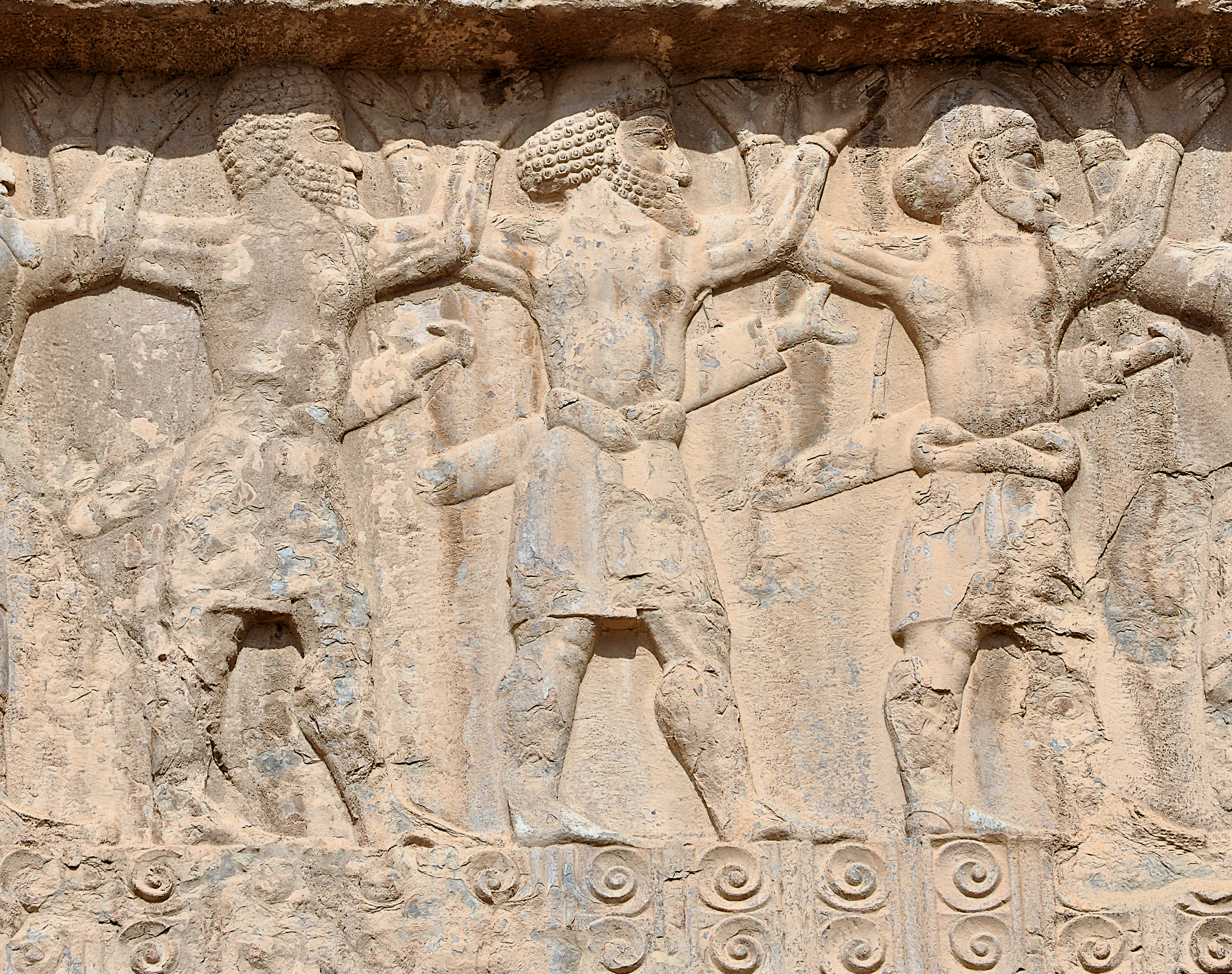
Soldados indios en la tumba de Artajerjes III (c. 340 a. C.)

## Tributos indios

### Palacio de Apadana

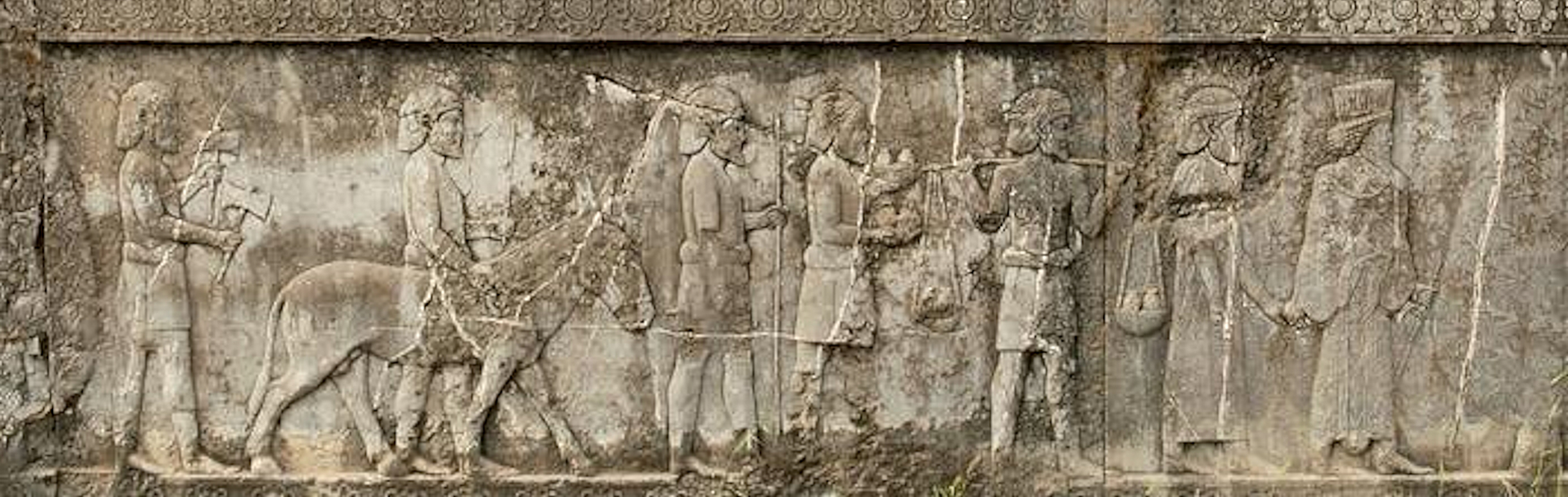
Hindush portadores de tributo en la escalera de Apadana 8, alrededor del año 500 a. C.

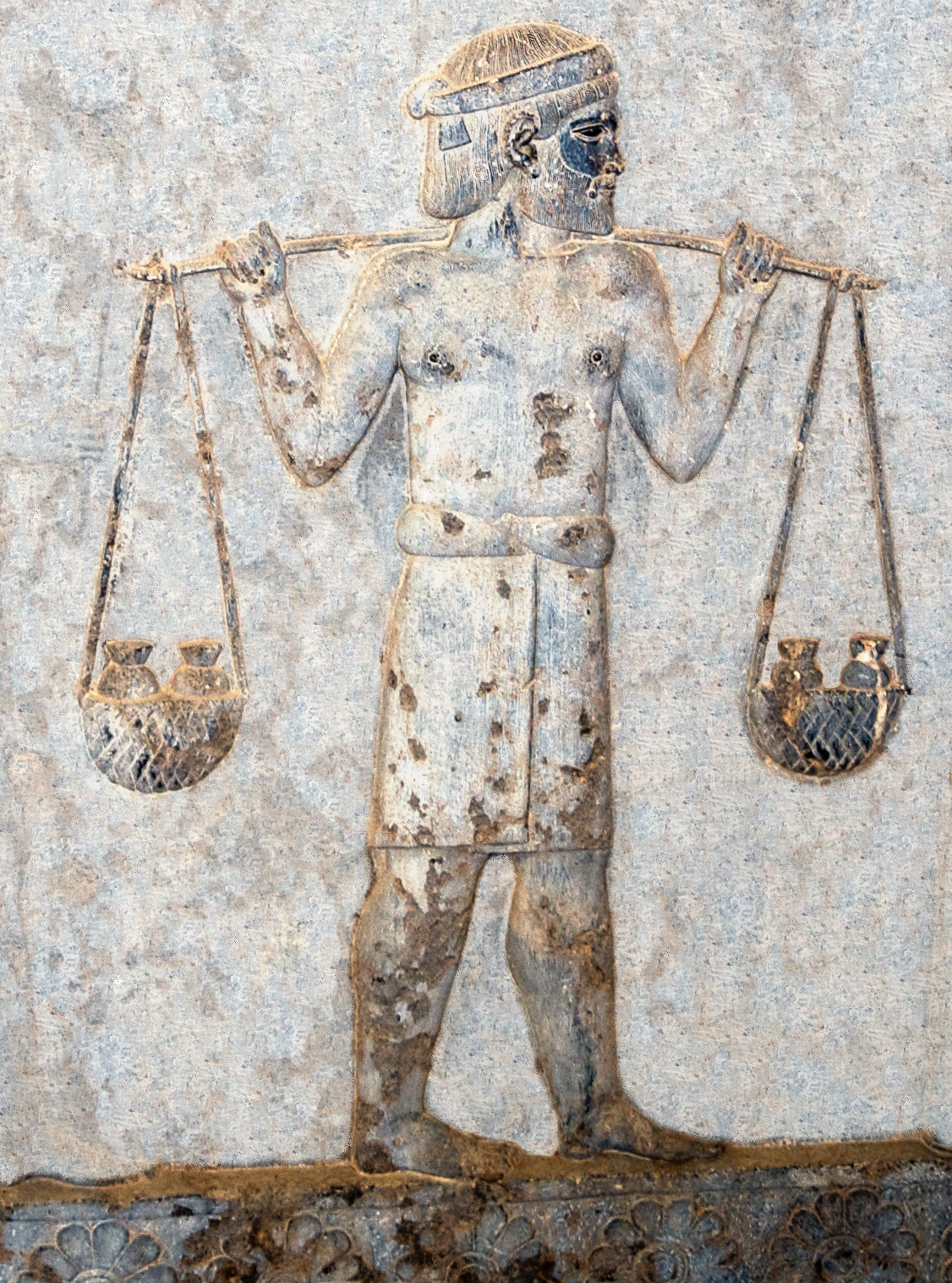
Una carga pequeña pero pesada: portador de tributo indio en Apadana, probablemente con polvo de oro. Un litro de oro pesa 19,3kg.

Los relieves del Palacio Apadana en Persépolis describen a los portadores de tributos de 23 satrapías que visitaron la corte aqueménida. Estos se encuentran en el extremo sur de la Escalera Apadana. Entre los extranjeros los árabes, los tracios, los bactrianos, los indios (de la zona del valle del Indo), los partos, los capadocios, los elamitas o los medios. Los indios del valle del Indo son de pecho desnudo, excepto su líder, y descalzos y llevan el dhoti.Traen canastas con jarrones dentro, llevan hachas y llevan un burro. Un hombre en la procesión india lleva una carga pequeña pero visiblemente pesada de cuatro frascos sobre un yugo, sugiriendo que llevaba algo del polvo de oro pagado por los indios como tributo a la corte aqueménida.
Según la inscripción de Darío I en el Naqsh-e Rustam (alrededor del año 490 a. C.), había tres satrapías aqueménidas en el subcontinente: Sattagydia, Gandara, Hidūš.

### Pagos de tributo

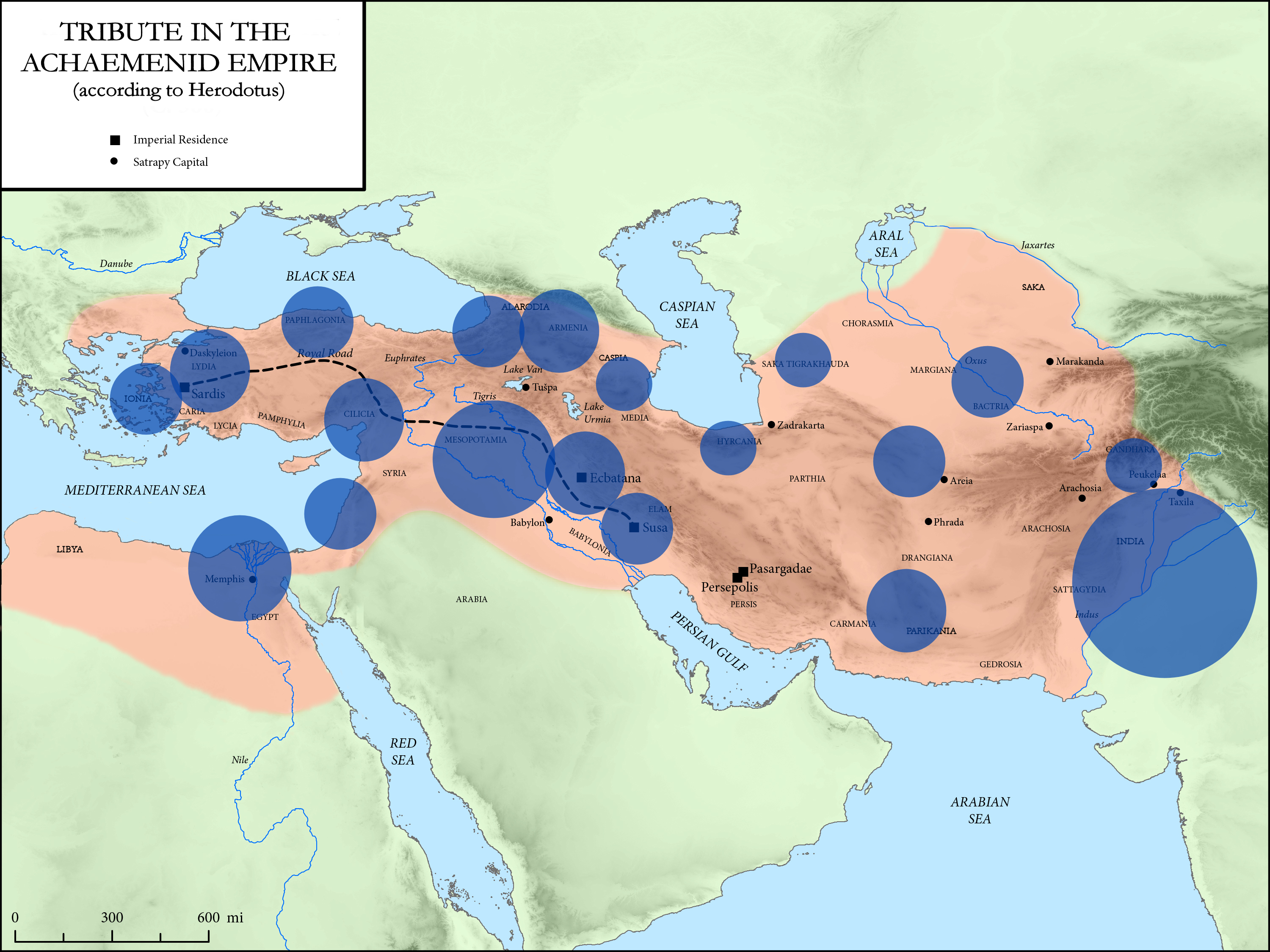
Volumen de tributo anual por distrito, en el Imperio Aqueménida, según Heródoto.

La zona conquistada era la región más fértil y poblada del imperio aqueménida. Se fijó una cantidad de tributo de acuerdo a la riqueza de cada territorio. La India ya era famosa por su oro.
Heródoto, que hace varios comentarios sobre la India, publicó una lista de naciones que pagan tributo, clasificándolas en 20 provincias. La Provincia de Indos (Ἰνδός, valle del Indo) formó la 20.ª provincia, y fue la más rica y poblada de las provincias aqueménidas.

Los indios ( Ἰνδῶν) formaban la vigésima provincia. Estos son más en número que cualquier otra nación que yo conozca, y pagaron un tributo más grande que cualquier otra provincia, a saber, trescientos sesenta talentos de oro en polvo.

-
Heródoto, III 94.III 94.

Según Heródoto, los «indios» ('Ινδοι, Indoi), como separados de los Gandarei y los Sattagydians, formaban la 20.ª provincia tributaria, y se les exigía que suministraran oro en polvo en homenaje al gobierno central de Aceménida por una cantidad de 360 talentos euboisíes (equivalente a unos 8300 kg u 8,3 toneladas de oro anuales, un volumen de oro que cabría en un cubo de 75 cm de lado). El tipo de cambio entre el oro y la plata en el momento en que Heródoto era 13 a 1, esto era igual en valor a la gran cantidad de 4680 talentos de plata de Eubea, equivalente a 3600 talentos babilónicos de plata (equivalente en valor a unas 108 toneladas de plata al año).  El país de los "indios" ('Ινδοι, Indoi) era el distrito aqueménida que pagaba el tributo más grande, y solo representaba el 32% del total de los ingresos tributos de todo el Imperio aqueménida. También significa que los indios eran la región aqueménida más rica del subcontinente, mucho más rica que el Gándara o Sattagydia.  Sin embargo, la cantidad de oro en cuestión es bastante enorme, por lo que existe la posibilidad de que Heródoto se equivocara y que sus propias fuentes en realidad sólo significaran algo así como el equivalente en oro de 360 talentos babilónicos de plata.

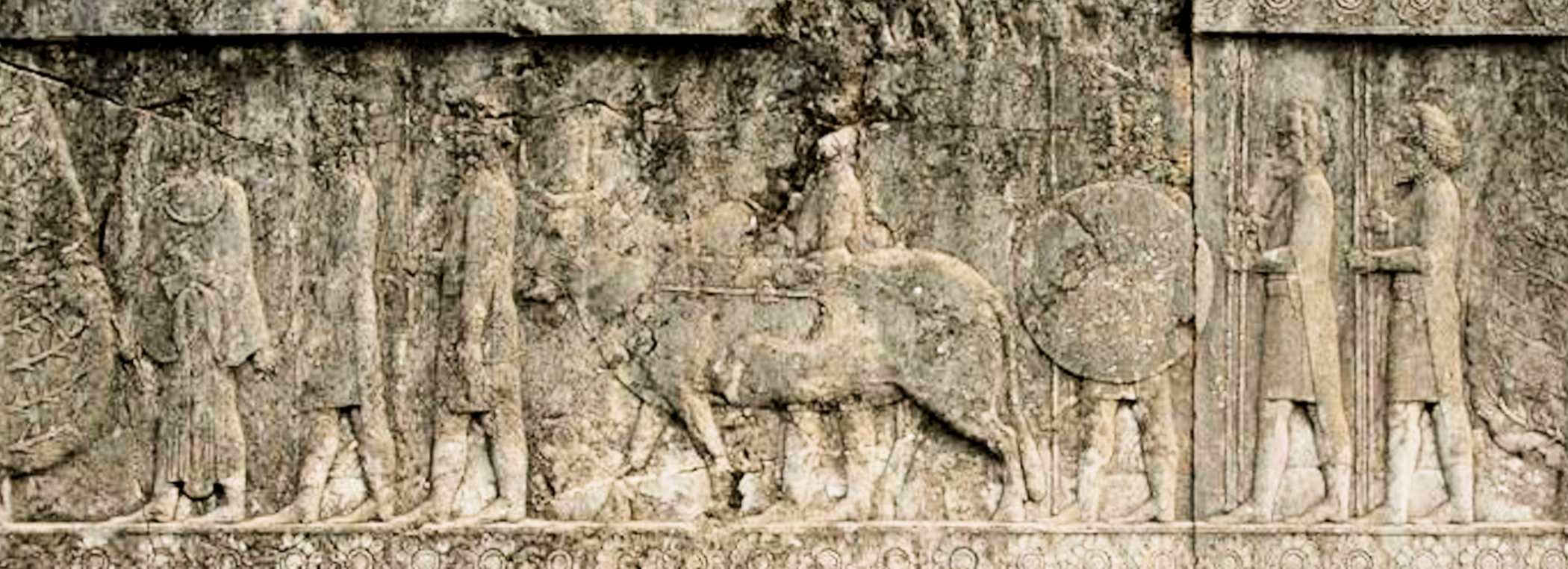
Delegación gandara en el Palacio de Apadana

Los territorios de Gándara, Sattagydia, Dadicae (noroeste del Valle de Cachemira) y Aparytae (Afridis) se nombran por separado, y fueron agregados para fines fiscales, formando la 7.ª Provincia de Aceménida, y pagando en total un tributo mucho más bajo de 170 talentos juntos (alrededor de 5.151 kg, o 5,1 toneladas de plata), por lo tanto, sólo alrededor del 1,5% de los ingresos totales del imperio aqueménida:

Los indios ( Ἰνδῶν) formaban la vigésima provincia. Estos son más en número que cualquier otra nación que yo conozca, y pagaron un tributo más grande que cualquier otra provincia, a saber, trescientos sesenta talentos de oro en polvo.

-
Herodoto, III 94.

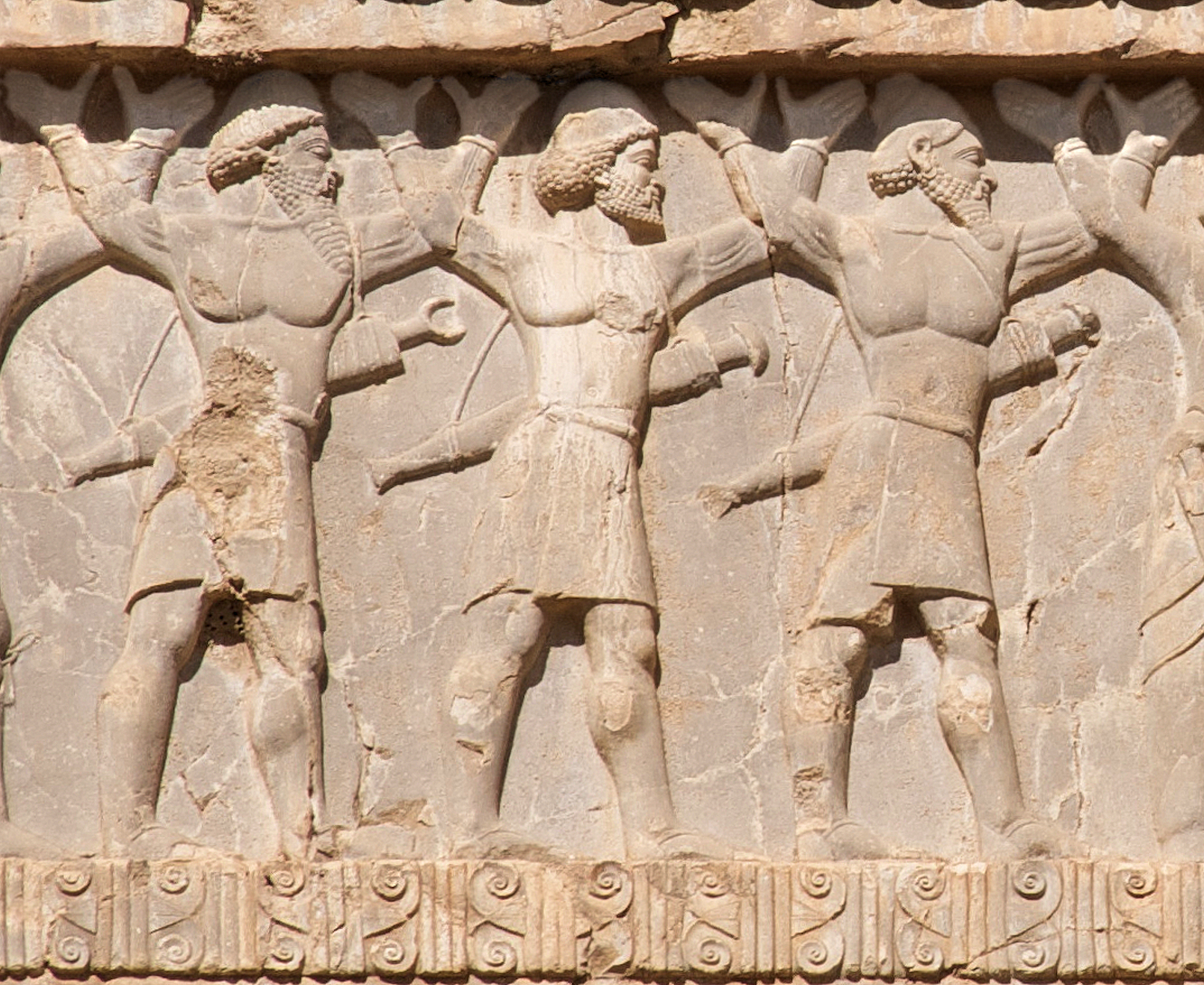
Antiguos soldados indios de los tres territorios de Sattagydia, Gandhara y Hindush respectivamente, apoyando el trono de Jerjes I en su tumba en Naqsh-e Rostam. [69] [70]. supporting the throne of Xerxes I on his tomb at Naqsh-e Rostam. Ver también complete relief. c. 480 a. C.

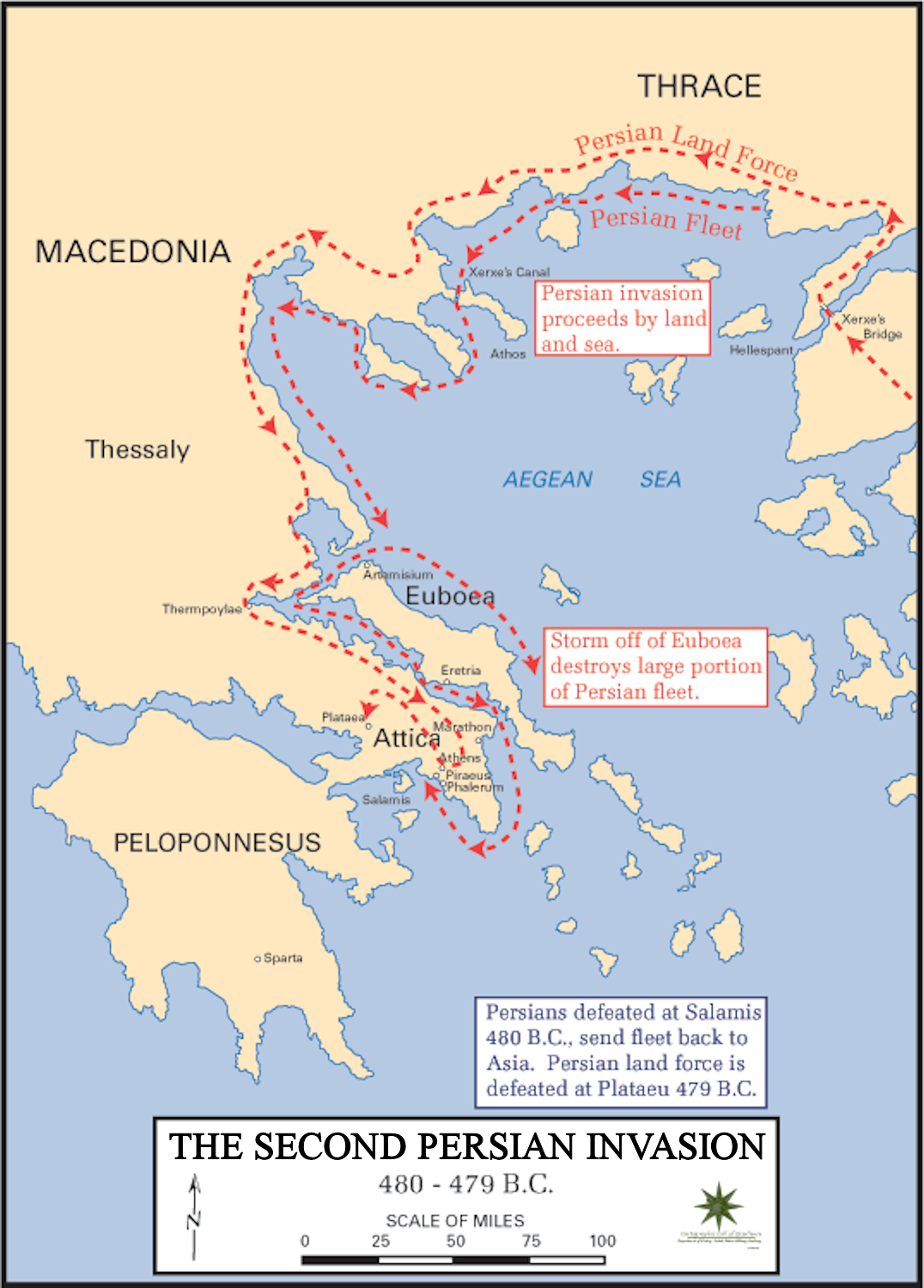
Soldados indios del ejército aqueménida participaron en la Segunda invasión persa de Grecia (480-479 a. C.)

Los indios también suministraron madera Yaka (teca) para la construcción de palacios aqueménidas, así como elefantes de guerra como los utilizados en Gaugamela. Las inscripciones Susa de Darío explican que el marfil y la teca indios se vendían en los mercados persas y se utilizaban en la construcción de su palacio.

### Contribución a los esfuerzos de guerra de los aqueménidas

#### Segunda invasión persa de Grecia (480-479 a.C.)
Los indios fueron empleados en el ejército aqueménida de Jerjes en la Segunda invasión persa de Grecia (480-479 a. C.). Todas las tropas fueron estacionadas en Sardes, Lidia, durante el invierno de 481-480 a. C. para prepararse para la invasión. En la primavera de 480 a. C. "Las tropas indias marcharon con el ejército de Jerjes a través del Helesponto". Fue la "primera fuerza de la historia de la India para luchar en el continente europeo", asaltando a las tropas griegas en la Batalla de las Termópilas en el año 480 a. C., y luchando como una de las principales naciones hasta la última Batalla de Platea en el año 479 a. C.
Heródoto, en su descripción del ejército multiétnico aqueménida que invadía Grecia, describió el equipamiento de los indios:

Los indios llevaban vestidos de lana de árbol, y llevaban arcos de caña y flechas con punta de hierro de la misma. Tal era su equipo; fueron designados para marchar bajo el mando de Farnazathres, hijo de Artabates.

- Heródoto VII 65

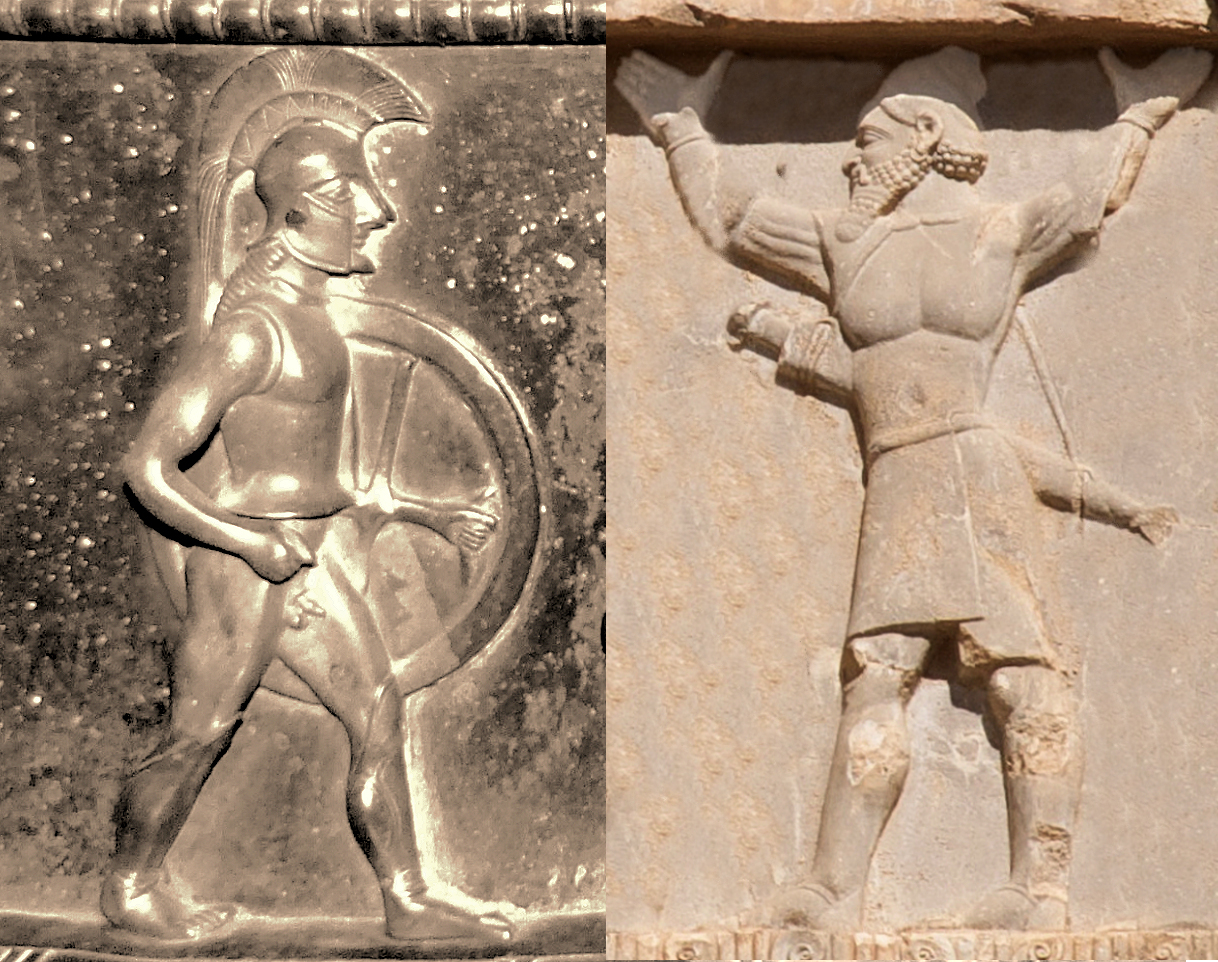
Probable hoplita espartano (crátera Vix, c. 500 a. C.), y un guerrero hindú del ejército aqueménida (tumba de Jerjes I, c. a. C), en el momento de la Segunda invasión persa de Grecia (480-479 a. C)

Heródoto también explica que la caballería india bajo los aqueménidas tenía un equipamiento similar al de sus soldados de a pie:

«Los indios estaban armados de la misma manera que sus pies; montaban caballos veloces y conducían carros tirados por caballos y asnos salvajes».

- Heródoto VII 86

Los gandharios tenían un equipo diferente, similar al de los bactrianos:

«Los bactrianos en el ejército llevaban un sombrero muy parecido al de la mediana, llevando sus arcos nativos de caña y lanzas cortas. (...) Los partos, los chorasmios, los sogdianos, los gandarianos y las Dadicae del ejército tenían el mismo equipo que los bactrianos. Los Partos y los Chorasmians tenían para su comandante Artabazus hijo de Pharnaces, los Sogdians Azanes hijo de Artaeus, los Gandarians y Dadicae Artyphius hijo de Artabanus».

- Heródoto VII 64-66

#### Destrucción de Atenas y batalla de Platea (479 a.C.)
Después de la primera parte de la campaña directamente bajo las órdenes de Jerjes I, se dice que las tropas indias se han quedado en Grecia como una de las 5 naciones principales entre las 300 000 tropas de élite del General Mardonio. Lucharon en las últimas etapas de la guerra, participaron en la destrucción de Atenas, pero finalmente fueron derrotados en la batalla de Platea:

«Mardonio escogió primero a todos los persas llamados inmortales, excepto a los hidarenos, su general, que dijo que no abandonaría la persona del rey; y luego, a los coraceros persas, a los mil caballos, a los medos, a los sacos, a los bactrianos y a los indios, así como a sus hombres de a pie y al resto de los jinetes. Eligió a estas naciones enteras; del resto de sus aliados escogió a unos cuantos de cada pueblo, a los hombres más buenos y a aquellos que él sabía que habían hecho algún buen servicio.... De esta manera, el número total, con los jinetes, aumentó a trescientos mil hombres».

- Herodoto VIII, 113.

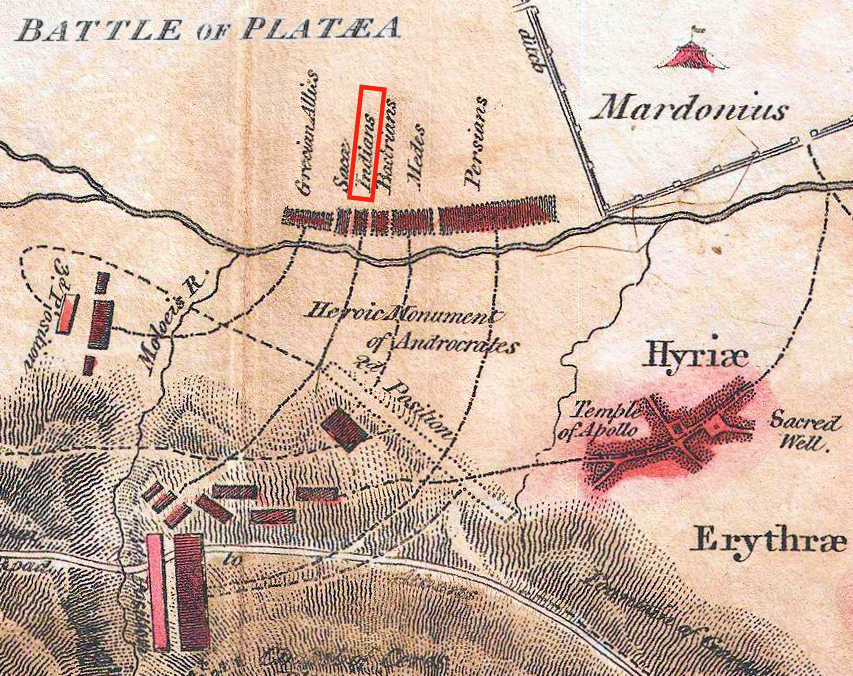
Cuerpos indiso en la Batalla de Platea, 479 a. C.

En la batalla final de Platea en el año 479 a. C., los indios formaron uno de los cuerpos principales de las tropas aqueménidas (una de las "naciones más grandes"). Fueron uno de los cuerpos de batalla principales, situados cerca del centro de la línea de batalla aqueménida, entre los bactrianos y los sakae, enfrentándose a las tropas griegas enemigas de "Hermione y Eretria y Estiria y Chalcis". Según estimaciones modernas, los bactrianos, indios y sakae probablemente eran unos 20 000 hombres en total, mientras que las tropas persas a su izquierda ascendían a unos 40 000. Había también aliados griegos de los persas, situados a la derecha, a los que Heródoto cifra en 50 000, un número que sin embargo podría ser "extravagante", y que hoy en día se estima en unos 20 000. Los indios también suministraban parte de la caballería, cuyo total era de unos 5000.

#### Representaciones
Soldados indios de los tres territorios de Gándara, Sattagydia (Tathagatus) y Hindush, junto con soldados de todas las demás naciones, apoyan el trono de su gobernante aqueménida, en Naqsh-e Rostam en las tumbas de Darío I, Jerjes I, Artajerjes I y Darío II, y en Persépolis en las tumbas de Artajerjes II y Artajerjes III. El último gobernante aqueménida, Darío III, nunca tuvo tiempo de terminar su propia tumba debido a su apresurada derrota ante Alejandro Magno, y por lo tanto no tiene tales representaciones. Los soldados de la India se caracterizan por su particular vestimenta, compuesta únicamente de una tela de lomo y sandalias, con la parte superior del cuerpo desnudo, a diferencia de todas las demás etnias del ejército aqueménida, que están completamente vestidas, y a diferencia de las provincias vecinas de Bactria o Arachosia, que también están totalmente vestidas.

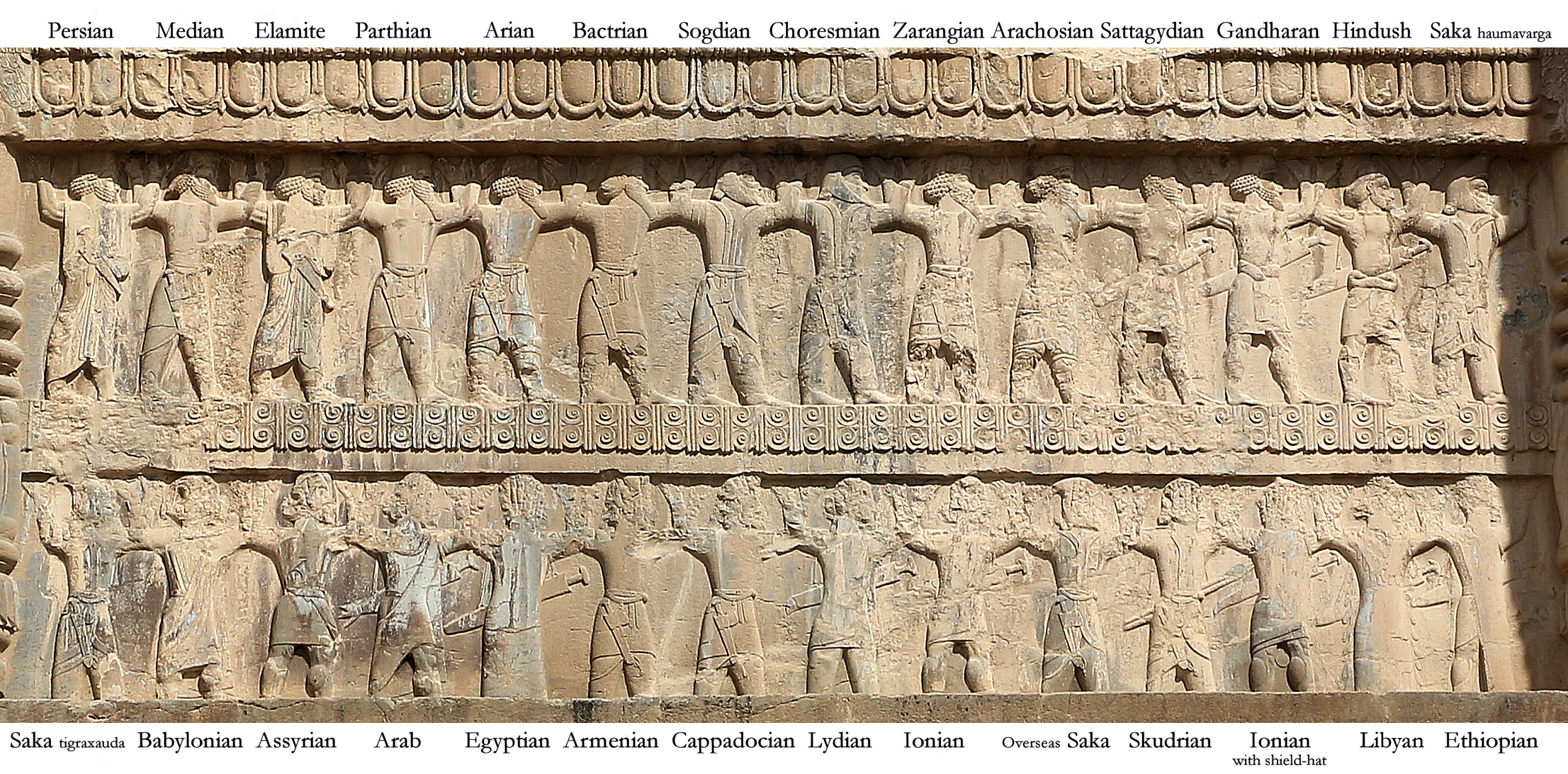
Los tres tipos de soldados indios todavía aparecen (esquina superior derecha) entre los soldados del imperio aqueménida en la tumba de Artajerjes III (que murió en el año 338 a.C.)

La presencia de las tres etnias de soldados indios en todas las tumbas de los gobernantes aqueménidas después de Darío, a excepción del último gobernante Darío III que fue derrotado por Alejandro en Gaugamela, sugiere que los indios estuvieron bajo dominio aqueménida por lo menos hasta el año 338 a. C., fecha del fin del reinado de Artajerjes III, antes de la adhesión de Darío III, es decir, menos de 10 años antes de las campañas de Alejandro en el Este y su victoria en Gaugamela[49].

#### Los indios en la batalla de Gaugamela (331 a.C.)
Según Arrian, las tropas indias todavía estaban desplegadas bajo Darío III en la batalla de Gaugamela (331 a. C.). Explica que Darío III "obtuvo la ayuda de los indios que limitaban con los bactrianos, junto con los bactrianos y los propios sogdianos, todos bajo el mando de Bessus, el sátrapa de Bactria" Los indios en cuestión eran probablemente de la zona de Gándara; Arriano también dice que los "hombres de las colinas" indios se unieron a los aractócianos bajo el sátrapa de Barsentes, y que se cree que fueron o bien los satagidianos o bien los indostaníes.
Quince elefantes de guerra indios también formaban parte del ejército de Darío III en Gaugamela; que fueron traídos específicamente de la India. Sin embargo, parece que no participaron en la batalla final, probablemente a causa de la fatiga, lo que supuso un alivio para los ejércitos de Alejandro, que no tenían experiencia previa en el combate contra los elefantes de guerra. Los elefantes fueron capturados con sus equipajes por los griegos después del combate.

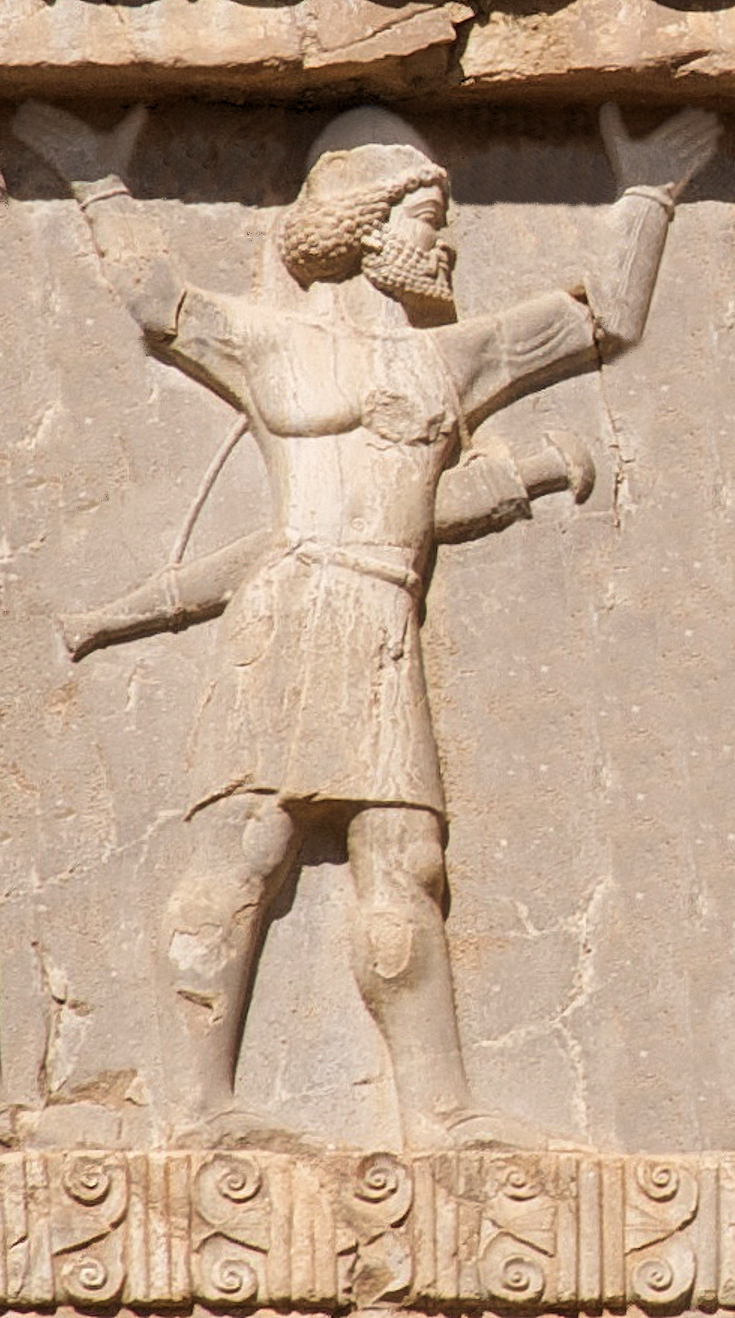
Soldado gandara del ejército aqueménida, hacia el año 480 a. C. Tumba de  Jerjes I.
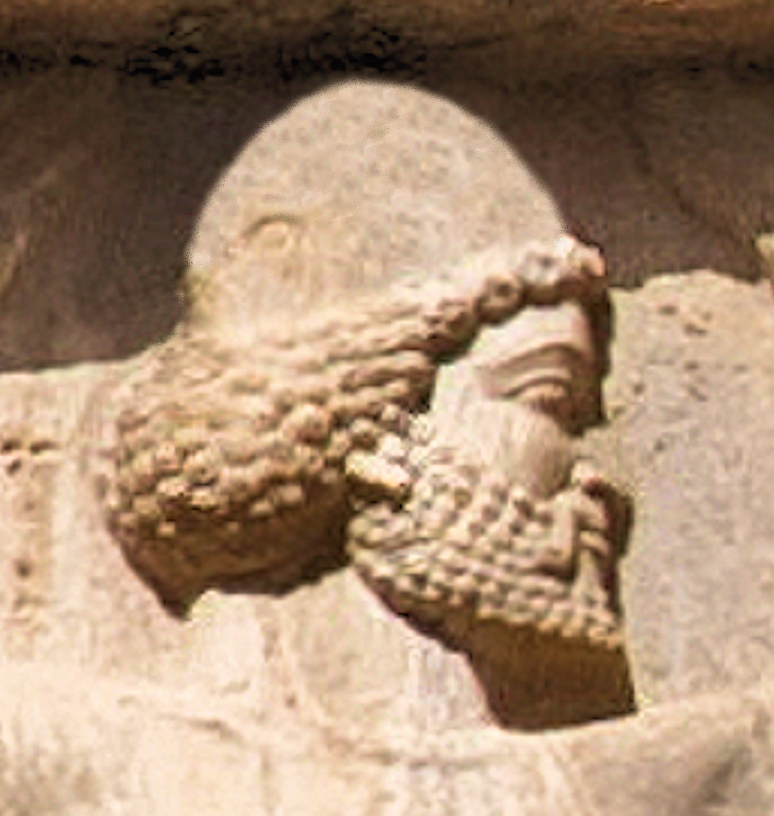
Soldado gandaran (detalle mejorado).
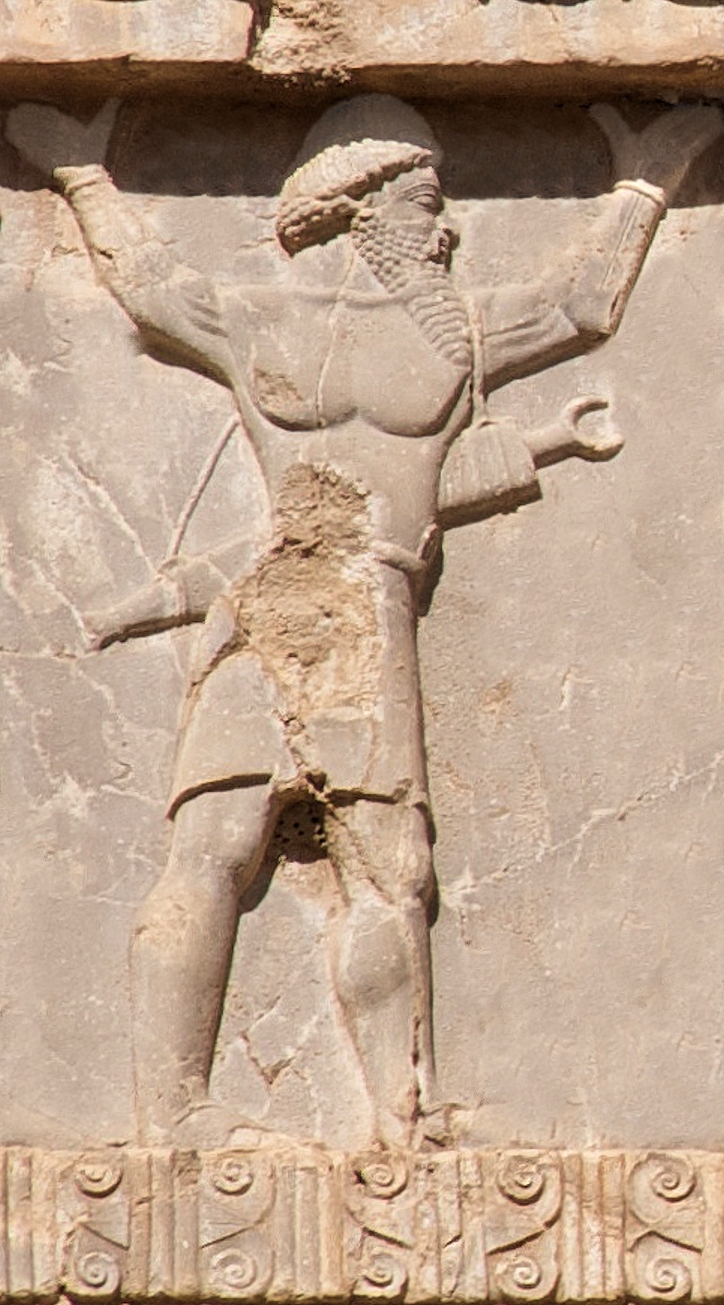
Soldado satagidio del ejército aqueménida, hacia el año 480 a. C. Jerjes I
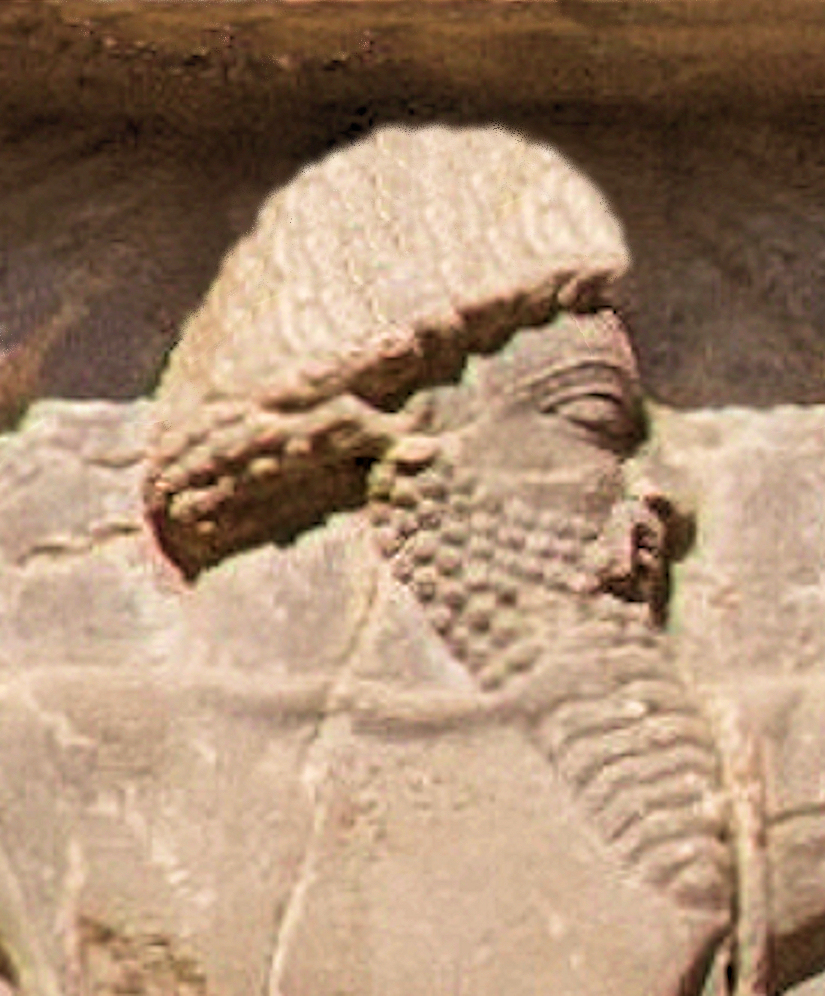
Soldado sattagydian (detalle mejorado).
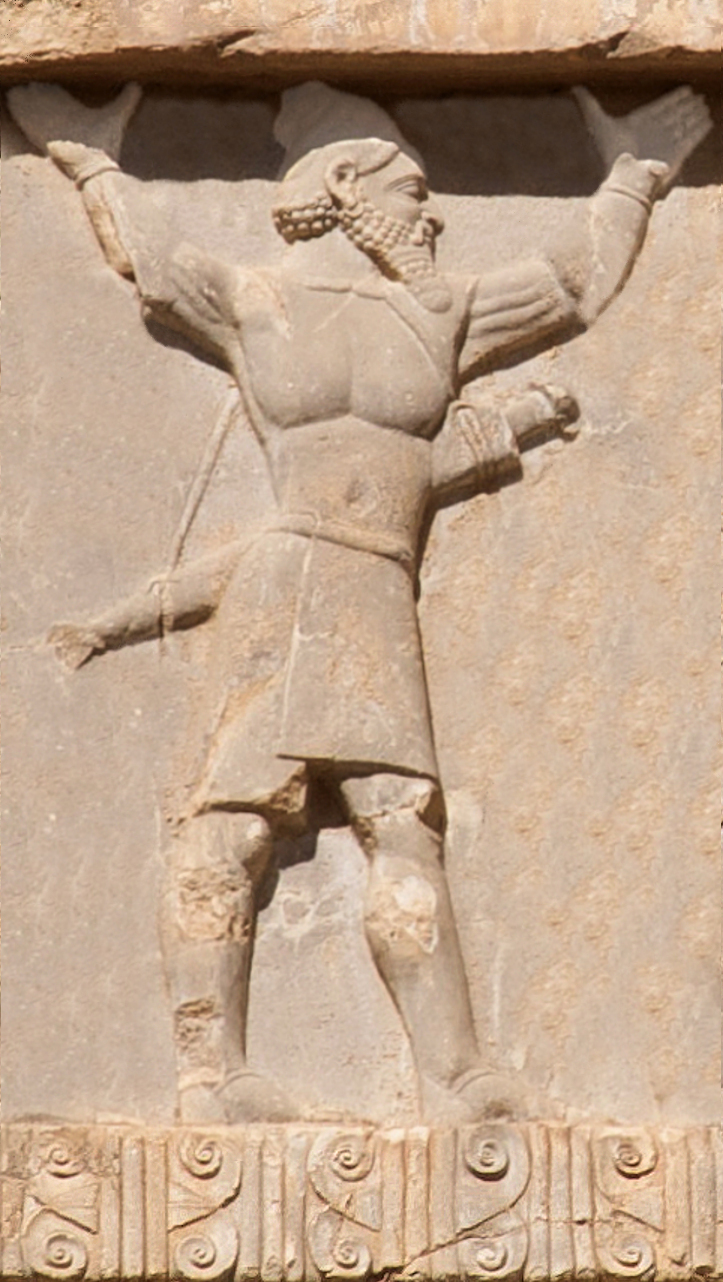
Soldado hindú del ejército aqueménida, alrededor del año 480 a. C. Jerjes I
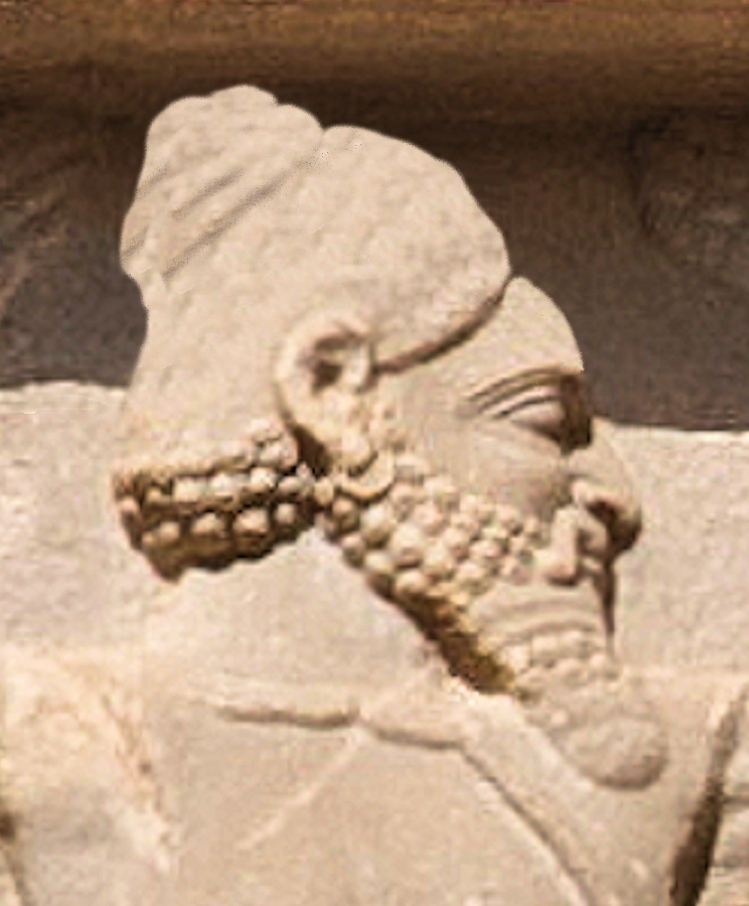
Soldado indio (detalle mejorado).

## Moneda griega y aqueménida

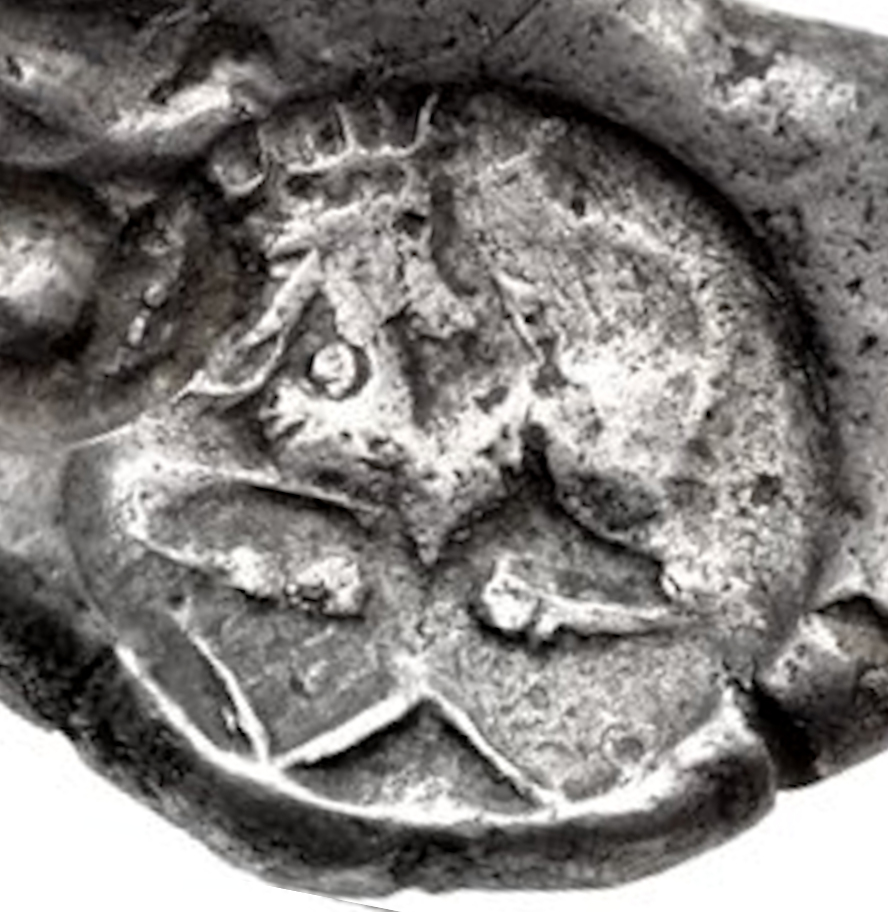
Huelga de un aqueménidas, siclos de Kabul, Afganistán alrededor. Tipo rey arquero. Monedas de este tipo también se encontraron en el tesoro de Bhir Mound en Taxila Archer king type. Coins of this type were also found in the Bhir Mound hoard in Taxila.

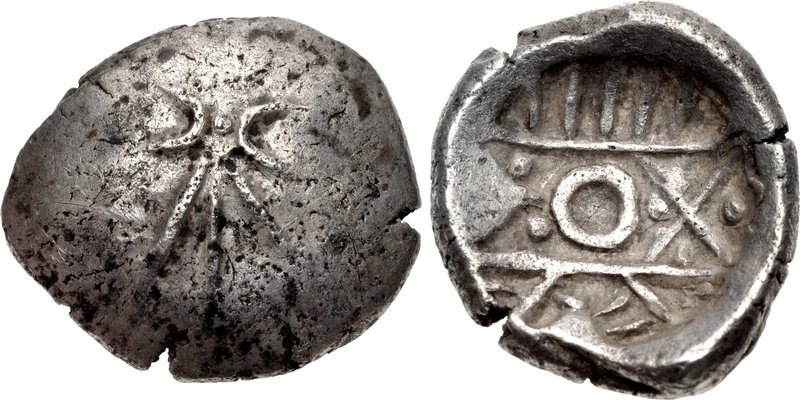
Moneda del Imperio aqueménida acuñada en el valle de Kabul. Circa 500-380 a. C.

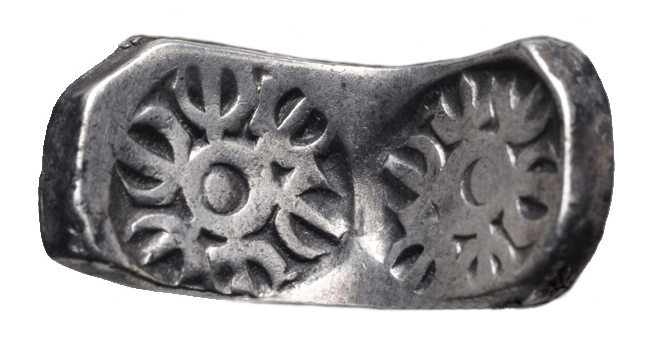
"Barra doblada" acuñada bajo la administración de Achaemenid, del tipo que se encuentra en grandes cantidades en el tesoro de Chaman Hazouri y en el de Bhir Mound en Taxila.

Los hallazgos de monedas en el tesoro Chaman Hazouri en Kabul, o en el tesoro Shaikhan Dehri en Pushkalavati en Gandhara, cerca de Charsadda, así como en el tesoro Bhir Mound en Taxila, han revelado numerosas monedas aqueménidas, así como muchas monedas griegas de los siglos V y IV a. C. que circulaban en la zona, al menos hasta el Indo durante el reinado de los aqueménidas, que controlaban las zonas hasta Gandhara.

### Los tesoros de Kabul y Bhir Mound
El tesoro de Kabul, también llamado Chaman Hazouri, Chaman Hazouri o Tchamani-i Hazouri, es un tesoro de monedas descubierto en las cercanías de Kabul, Afganistán. El tesoro, descubierto en 1933, contenía numerosas monedas aqueménidas, así como muchas monedas griegas de los  siglos V y IV a. C. Aproximadamente mil monedas estaban en el tesoro. que está fechado aproximadamente en el año 380 a. C., ya que ninguna de las monedas en el tesoro era posterior a esa fecha.
Este descubrimiento numismático ha sido muy importante para estudiar y fechar la historia de la acuñación de monedas en la India, ya que es uno de los pocos casos en que las monedas marcadas con punzón pueden ser fechadas, debido a su asociación con monedas griegas y aqueménidas conocidas y fechadas en el tesoro. El acaparamiento respalda el punto de vista de que las monedas marcadas con punzón existían en el año 360 a. C., tal como lo sugieren las pruebas literarias.
Daniel Schlumberger también considera que las barras marcadas con punzón, similares a las muchas barras marcadas con punzón que se encuentran en el noroeste de la India, se originaron inicialmente en el imperio aqueménida, más que en el corazón de la India:

«Sin embargo, algún experto considera que el estándar de peso es persa, y ahora que vemos que también se descubren en el suelo de Afganistán, debemos tener en cuenta la posibilidad de que su país de origen no debe buscarse más allá del Indus, sino en las provincias orientales del Imperio Aquéménida»'.

- Daniel Schlumberger, citado de Trésors Monétaires, p.42.

Los numismáticos modernos ahora tienden a considerar las monedas marcadas con punzón de Aqueménida como las precursoras de las monedas marcadas con punzón de la India.

### Acumulación de Pushkalavati
En 2007, se descubrió un pequeño tesoro de monedas en el sitio del antiguo Pushkalavati, el tesoro de Shaikhan Dehri, cerca de Charsada en Pakistán. El tesoro contenía un tetradracma acuñado en Atenas alrededor del 500/490-485/0 a. C., junto con una serie de tipos locales y lingotes de fundición de plata,  utilizado típicamente como moneda para el comercio en el imperio aqueménida, junto con una serie de tipos locales, así como lingotes de fundición de plata. La moneda de Atenas es el primer ejemplo conocido de su tipo que se encuentra tan lejos hacia el este.
Según Joe Cribb, estas primeras monedas griegas fueron el origen de las monedas indias marcadas con punzón, las primeras monedas desarrolladas en la India, que utilizaban tecnología de acuñación derivada de la acuñación griega.

## Influencia de la cultura aqueménida en el subcontinente indio

### Intercambios culturales: Taxila
Taxila, un lugar de Bhir Mound, es el "candidato más plausible para la capital de la India aqueménida", estaba en la encrucijada de las principales rutas comerciales de Asia, probablemente poblada por persas, griegos y otros pueblos de todo el Imperio aqueménida La renombrada Universidad de Taxila se convirtió en el mayor centro de aprendizaje de la región, y permitía el intercambio entre personas de diversas culturas.

#### Seguidores de Buda
Se dice que varios contemporáneos y seguidores cercanos del Buda estudiaron en el Taxila aqueménida: El rey Pasenadi de Kosala, amigo íntimo del Buda, Bandhula, comandante del ejército de Pasedani, Aṅgulimāla, seguidor íntimo del Buda, y Jivaka, médico de la corte de Rajagriha y médico personal de Buda. Según Stephen Batchelor, el Buda pudo haber sido influenciado por las experiencias y conocimientos adquiridos por algunos de sus seguidores más cercanos en Taxila.

#### Pāṇini
El gramático del siglo V a. C. Pāṇini vivía en un ambiente aqueménida Se dice que nació en el noroeste, en Shalatula, cerca de Attock, no lejos de Taxila, en lo que entonces era una satrapía del imperio aqueménida después de la conquista aqueménida del valle del Indo, que técnicamente lo convirtió en un súbdito persa.

#### Kautilya y Chandragupta Maurya
Kautilya, el influyente Primer Ministro de Chandragupta Maurya, también se dice que fue profesor de Taxila. Según la leyenda budista, Kautilya trajo a  Chandragupta, el futuro fundador del Imperio Mauryan, a Taxila cuando era niño, y lo educó allí en "todas las ciencias y artes" de la época, incluidas las ciencias militares, durante un período de 7 a 8 años. Estas leyendas coinciden con la afirmación de Plutarco de que Alejandro Magno se reunió con el joven  Chandragupta mientras hacía campaña en el Punjab.
El conocimiento astronómico y astrológico también fue probablemente transmitido a la India desde Babilonia durante el siglo V a. C. como consecuencia de la presencia aqueménida en el subcontinente.

### Arte y arquitectura palaciega: Pataliputra

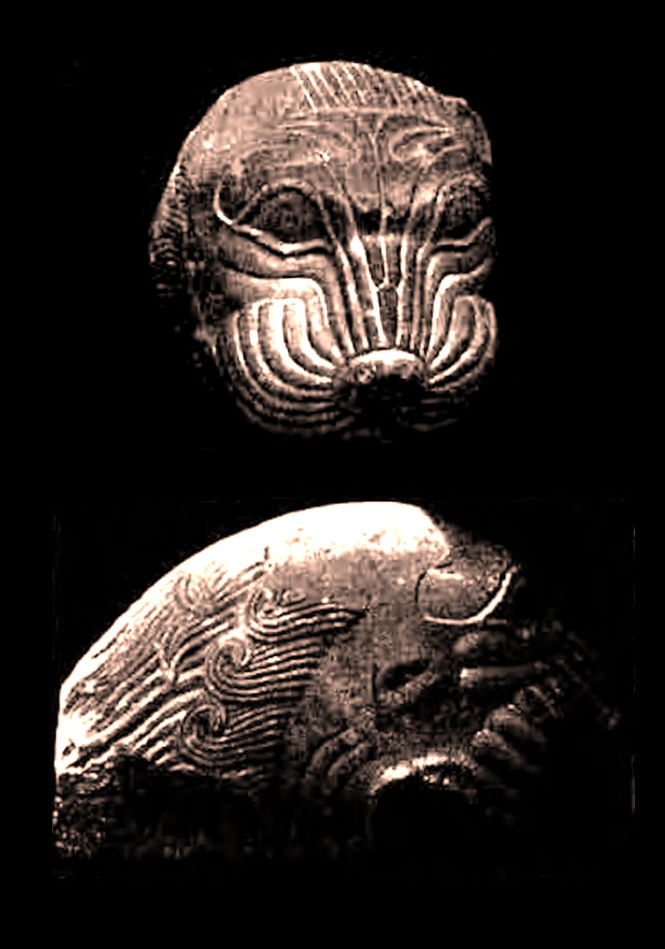
El león de Masarh. El estilo escultórico es "indiscutiblemente Achaemenid ".

Varios artefactos indios tienden a sugerir alguna influencia artística persohelenística en la India, sentida principalmente durante la época del Imperio Mauryan La escultura del león Masarh, encontrada cerca de la capital maurya de Pataliputra, plantea la cuestión de la influencia de los aqueménidas y griegos en el arte del Imperio Maurya, y en los orígenes occidentales de la talla de piedra en la India. El león está tallado en arenisca chunar, como los Pilares de Ashoka, y su acabado es pulido, un rasgo de la escultura de Maurya Según S.P. Gupta, el estilo escultórico es incuestionablemente aqueménida, especialmente en el caso de la bien ordenada representación tubular de los bigotes (vibrissas) y la representación geométrica de las venas infladas a ras de toda la cara. La melena, por otra parte, con mechones de pelo representados en ondulaciones, es más bien naturalista, aunque se conocen ejemplos muy similares en Grecia y Persépolis. Es posible que esta escultura haya sido realizada por un escultor aqueménida o griego en la India y que haya permanecido sin efecto, o que haya sido la imitación india de un modelo griego o aqueménida, en algún momento entre el siglo V a. C. y el siglo I a. C., aunque generalmente se remonta a la época del Imperio Maurya, hacia el siglo III a. C.
El palacio de Pataliputra, con su sala en forma de píldoras, muestra las influencias decorativas de los palacios aqueménidas y de Persépolis, y puede haber utilizado la ayuda de artesanos extranjeros. Los gobernantes maurianos pueden incluso haber importado artesanos del extranjero para construir monumentos reales. Esto puede ser el resultado de la influencia formativa de los artesanos empleados en Persia después de la desintegración del imperio aqueménida después de las conquistas de Alejandro Magno. La capital de Pataliputra, o también los frisos helenísticos de las capitales de Rampurva, Sankissa, y el trono de diamantes de Bodh Gaya son otros ejemplos.
El renombrado Mauryan polaco, especialmente usado en los Pilares de Ashoka, también puede haber sido una técnica importada del Imperio Aceménida.

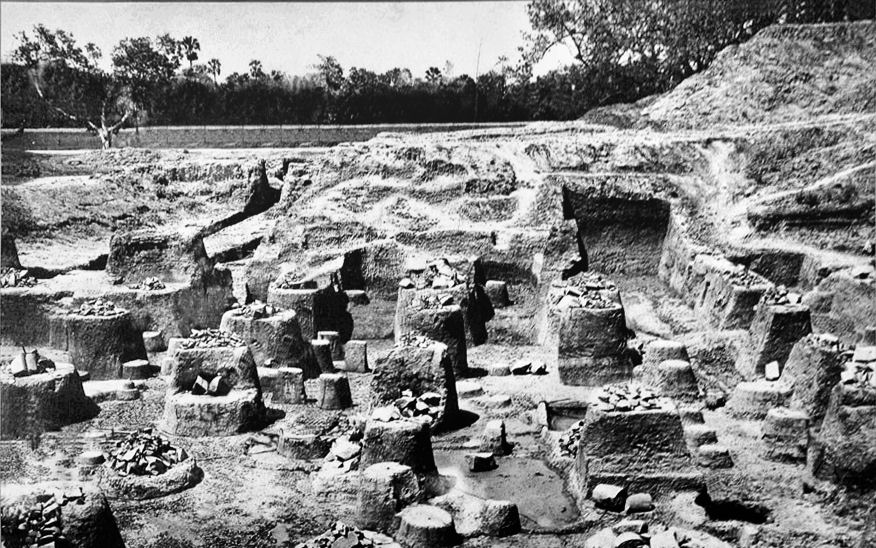
Ruinas de la sala de los pìlares en el sitio Kumrahar en Pataliputra.
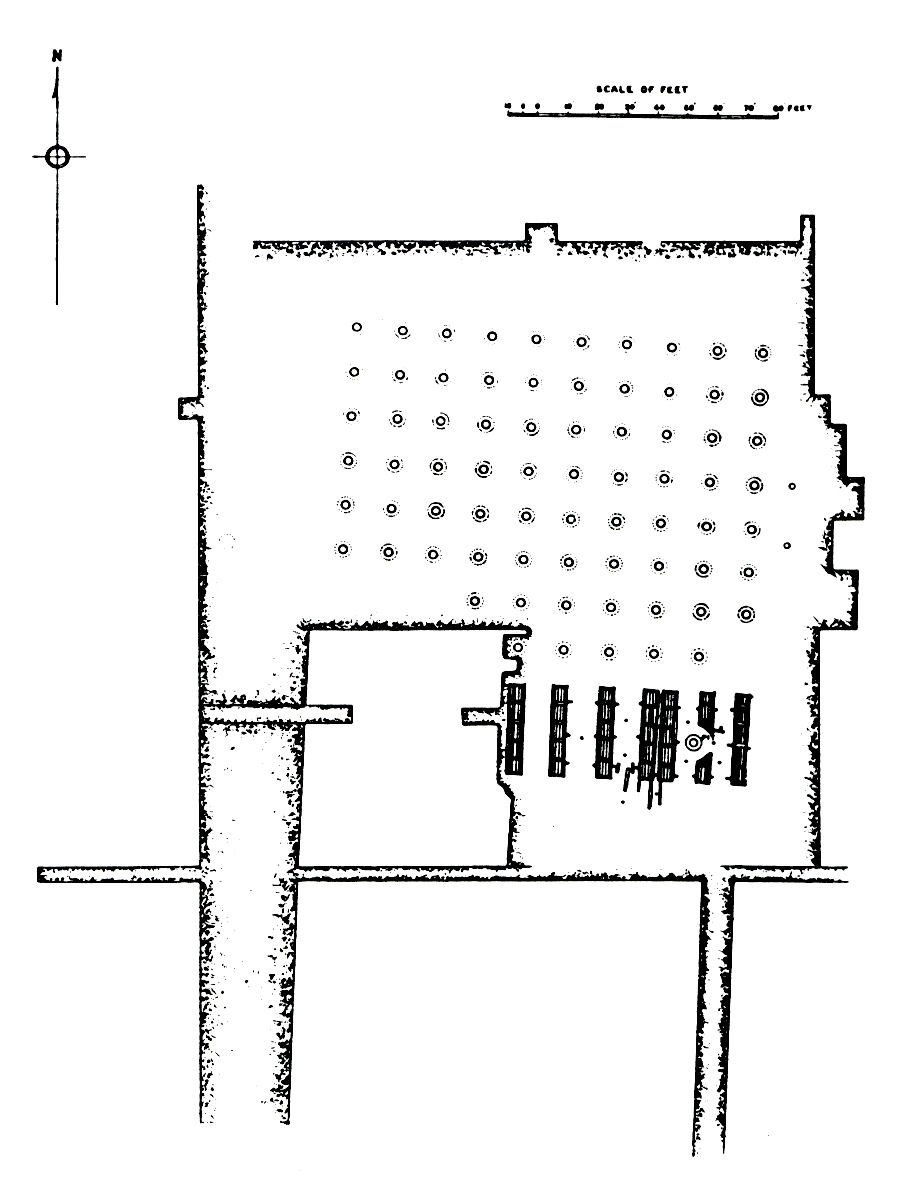
Plano de la sala de pilares de 80 columnas en Pataliputra.
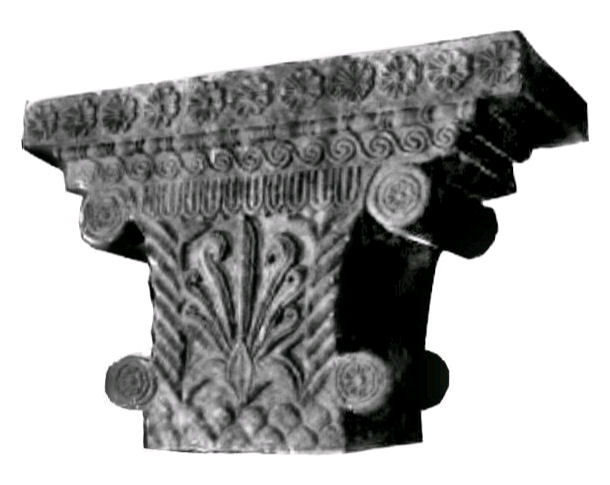
El capitel de Pataliputra , generalmente descrita como "Perso-helenística".
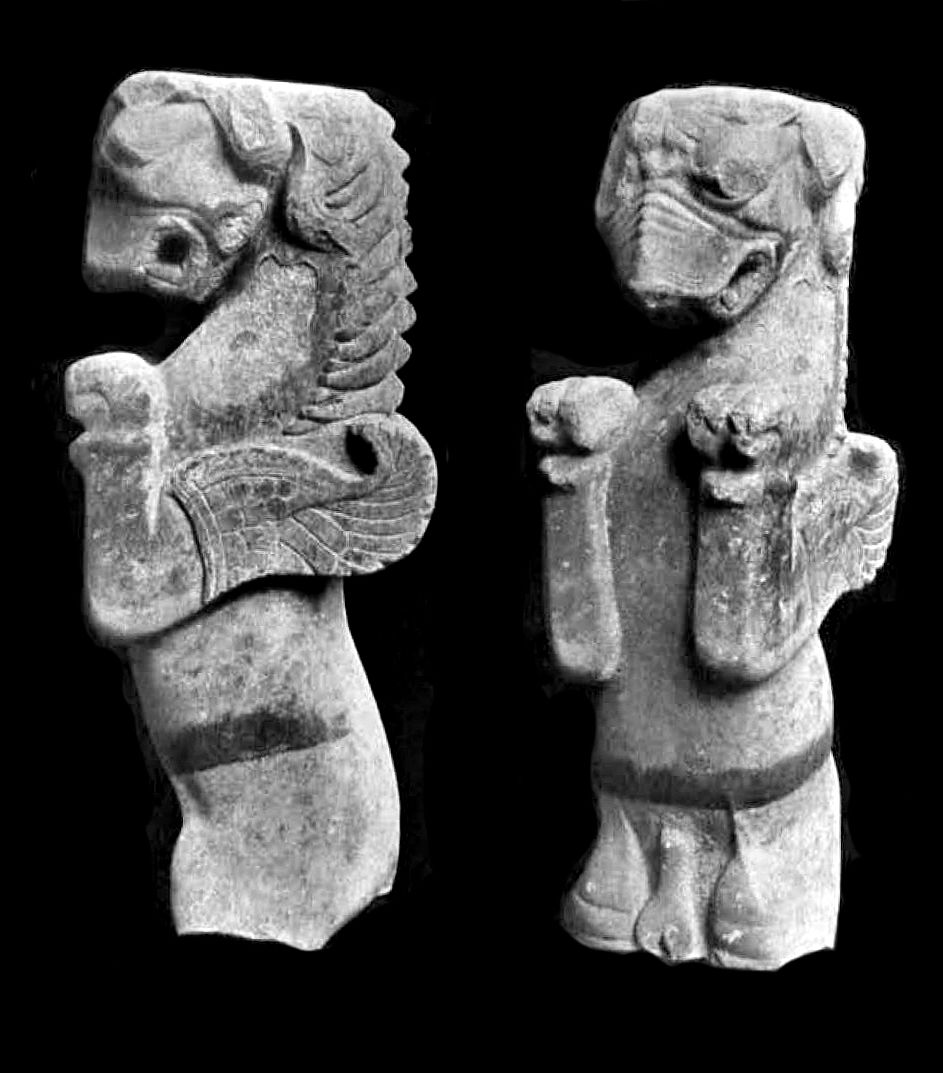
Grifo de Pataliputra
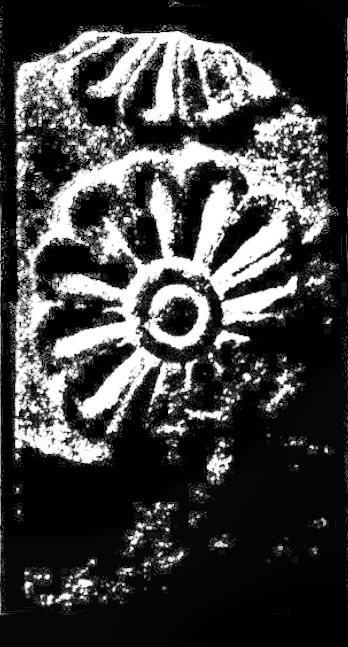
Motivos de loto en Pataliputra.

### Arquitectura en roca
La similitud de las tumbas de bóveda de cañón de Lycian del siglo IV a. C., como la tumba de Payava, en la parte occidental del imperio aqueménida, con el diseño arquitectónico indio de la Chaitya (comenzando al menos un siglo más tarde, alrededor del año 250 a. C., con las cuevas de Lomas Rishi en el grupo de las cuevas de Barabar), sugiere que los diseños de las tumbas de corte rocoso de Lycian viajaron a la India a lo largo de las rutas comerciales que atraviesan el imperio aqueménida.
Desde el principio, James Fergusson, en su llustrated Handbook of Architecture, al describir la evolución muy progresiva de la arquitectura de madera a la arquitectura de piedra en varias civilizaciones antiguas, ha comentado que en la India, la forma y la construcción de los templos budistas más antiguos se asemejan tan singularmente a estos ejemplos en Lycia. Las similitudes estructurales, hasta en muchos detalles arquitectónicos, con los diseños de los templos budistas indios tipo Chaitya, como la misma forma puntiaguda de techo, con una cresta, se desarrollan aún más en los templos de las «cuevas de la India». Las tumbas de Lycian, que datan del siglo IV a. de J.C., son sarcófagos de bóveda de cañón cortada en piedra, colocados sobre una base alta, con rasgos arquitectónicos tallados en piedra para imitar las estructuras de madera. Existen numerosos equivalentes rocosos a las estructuras autoportantes y decoradas con relieves. Fergusson continuó sugiriendo una "conexión india", y alguna forma de transferencia cultural a través del imperio aqueménida. La antigua transferencia de diseños de Lycian para monumentos rocosos a la India se considera "bastante probable"
El historiador de arte David Napier también ha propuesto una relación inversa, afirmando que la tumba de Payava era descendiente de un antiguo estilo del sur de Asia, y que Payava podría haber sido en realidad un greco-indio llamado "Pallava".

### Columnas monumentales: los pilares de Ashoka
En cuanto a los Pilares de Ashoka, se ha discutido mucho sobre el alcance de la influencia de la Persia aqueménida,  ya que los capiteles de las columnas que sostienen los techos de Persépolis tienen similitudes, y el "estilo hierático y bastante frío" del Capitel de los leones de Ashoka en Sarnath especialmente una "influencia aqueménida y  sargónida evidente".
También se ha sugerido la influencia helenística en el arte indio. En particular, los ábacos de algunos de los pilares (especialmente el toro de Rampurva, el elefante de Sankissa y el capitel del pilar de Allahabad) usan bandas de motivos, como el patrón de cuentas y carretes, el ovolo, las palmas de las llamas, los lotos, que probablemente provenían de las artes griegas y del Cercano Oriente. Estos ejemplos también se pueden ver en los restos del capitel de Mauryan, Pataliputra.

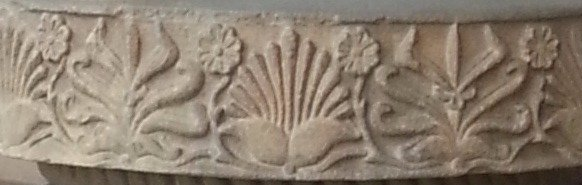
Friso de capiteles de Rampurva , palmitas y lotos que se alternan
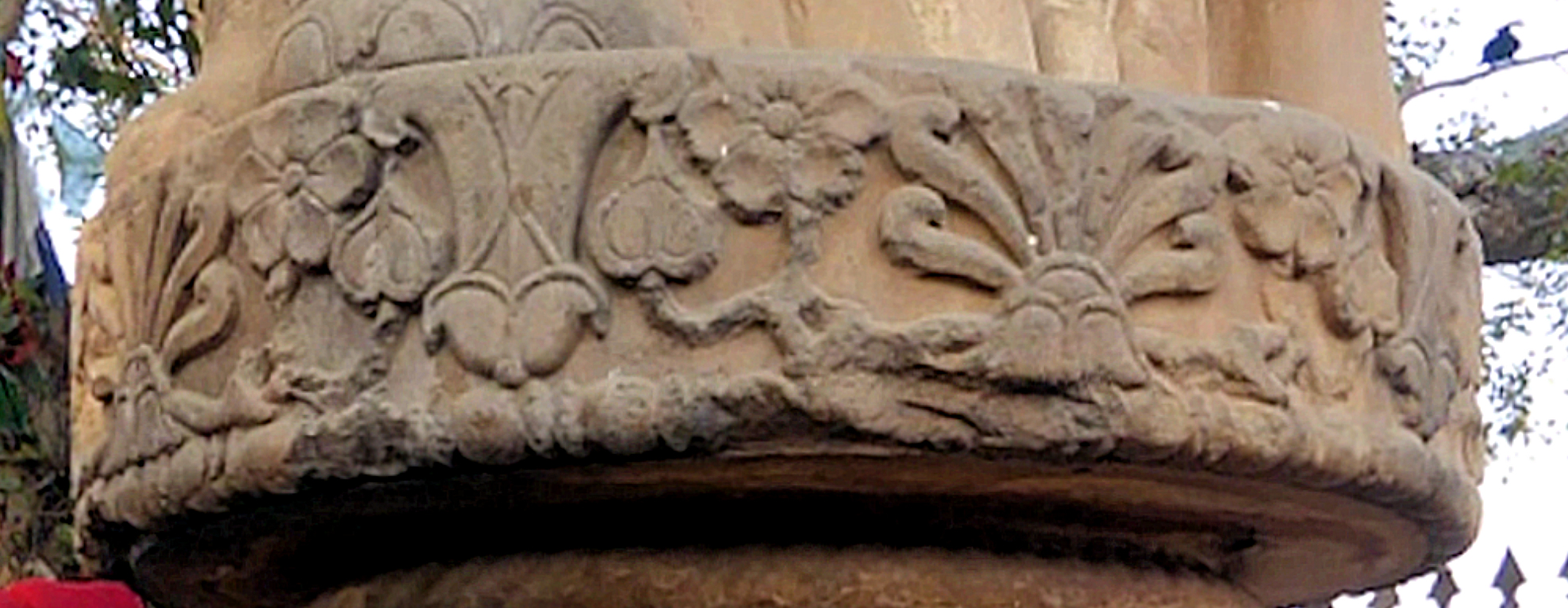
Friso de Sankissa
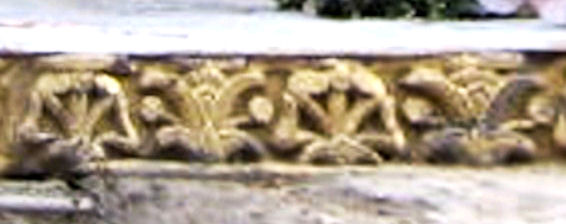
Friso del trono de diamantes de Bodh Gaya

### Lengua y escritura aramea

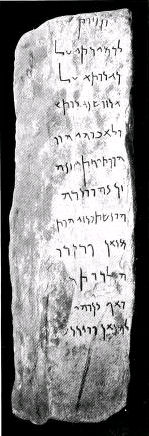
Inscripción aramea de Taxila

La lengua aramea, lengua oficial del imperio aqueménida, comenzó a utilizarse en los territorios indios. Algunos de los edictos de Asoka en las zonas noroccidentales del territorio de Ashoka, en el Pakistán moderno y Afganistán, utilizaban el arameo, la lengua oficial del antiguo imperio aqueménida, junto con el prácrito y el griego (la lengua del reino greco-bactriano vecino y de las comunidades griegas en el reino de Ashoka.
El alfabeto indio Karosti muestra una clara dependencia del alfabeto arameo, pero con extensas modificaciones para apoyar los sonidos que se encuentran en los lenguajes índicos. Un modelo es que el alfabeto arameo llegó con la conquista del río Indo por el imperio aqueménida, el Pakistán moderno, en el año 500 a. C. y evolucionó en los siguientes 200 años, alcanzando su forma final en el siglo III a. C., donde aparece en algunos de los edictos de Ashoka.

#### Edictos de Ashoka
Los edictos de Ashoka (alrededor del año 250 a. C.) pueden mostrar influencias aqueménidas, incluyendo paralelismos de fórmula con las inscripciones aqueménidas, presencia de palabras prestadas iraníes, en inscripciones arameas, y el mismo acto de grabar edictos en rocas y montañas lo que puede compararse con la inscripción de Behistun. Para describir sus propios edictos, Ashoka usó la palabra Lipī (𑀮𑀺𑀧𑀺), que ahora en general se traduce simplemente como "escritura" o "inscripción". Se piensa que la palabra "lipi", que es también "dipi" ortografiada (𐨡𐨁𐨤𐨁) en las dos versiones kharosthi de los edictos de roca, proviene de un antiguo prototipo persa dipî (𐎮𐎡𐎱𐎡) que también significa "inscripción", que es utilizada por ejemplo por Darío I en su inscripción Behistun, sugiriendo préstamo y difusión. Hay otros préstamos de términos de persa antiguos para palabras relacionadas con la escritura en los Edictos de Ashoka, tales como nipista o nipesita ("escrito" y "hecho para ser escrito") en la versión de Kharoshthi del Edicto Mayor Rock No.4, que puede relacionarse con la palabra nipištā ("escrito") de la inscripción en daiva de Jerjes en Persépolis.
Varios de los edictos de Ashoka, como la inscripción en la roca bilingüe de Kandahar o la de Taxila, fueron escritos en arameo, uno de los idiomas oficiales del antiguo imperio aqueménida.

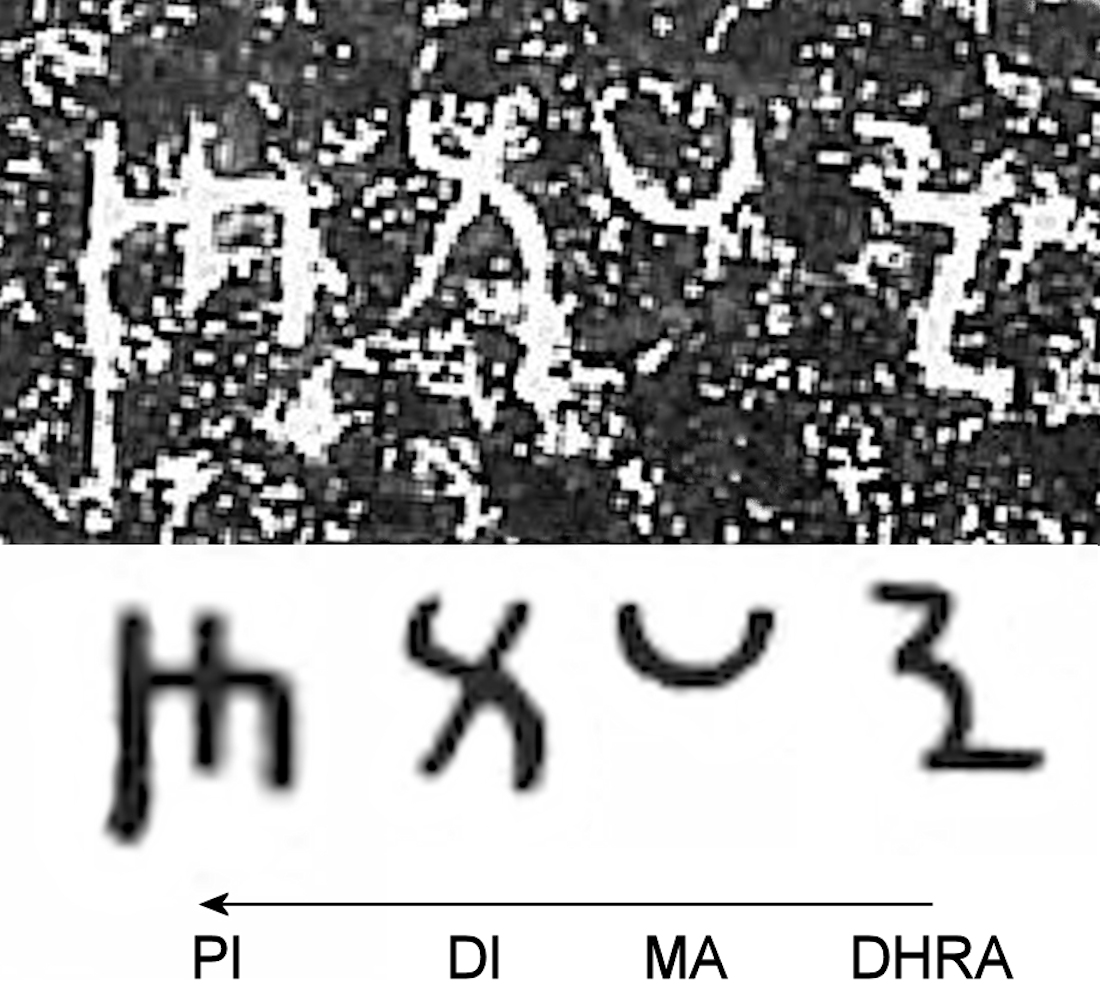
La palabra Dipi ("Edicto") en los Edictos de Ashoka , idéntica a la palabra aqueménida para "escribir". [148].
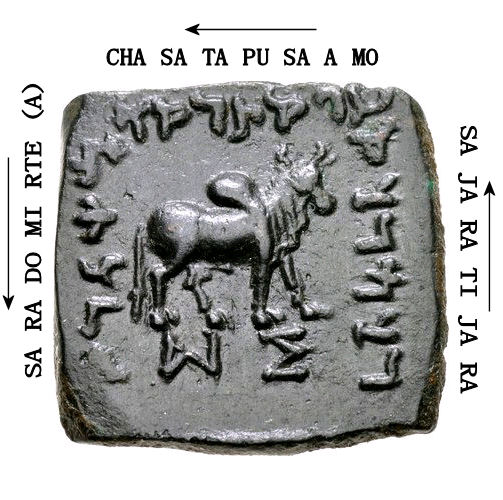
El guion de Kharoshthi se considera generalmente como un desarrollo del arameo
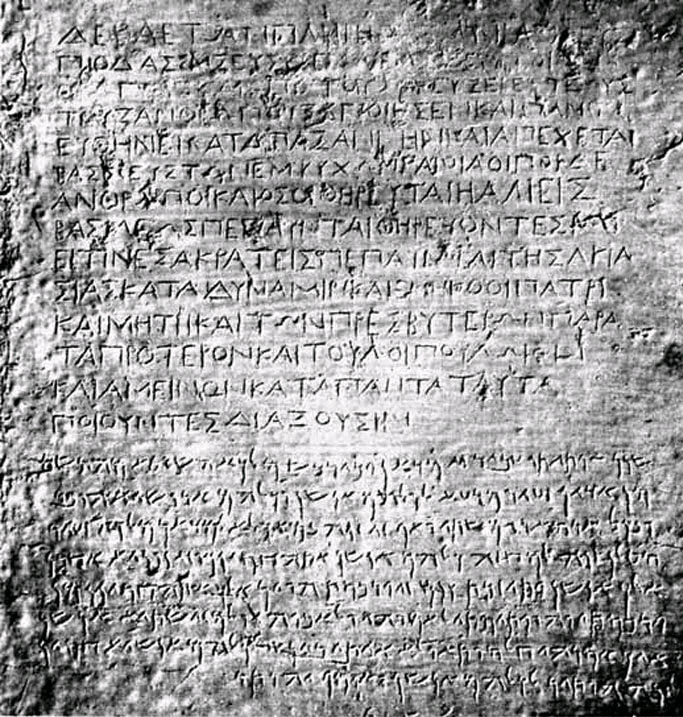
La inscripción en la roca bilingüe Kandahar de Ashoka (circa 256 a. C.) en griego y arameo

## Religión
Según Ammianus Marcellinus, un autor romano del siglo IV, Hystaspes, padre de Darío I, estudió con los brahmanes en la India, contribuyendo así al desarrollo de la religión de los Magos o zoroastrismo:

Histaspes, un monarca muy sabio, el padre de Darío. Que mientras penetraban audazmente en los distritos más remotos de la India superior, llegaron a un cierto retiro leñoso, del cual, con su tranquilo silencio, los brahmanes, hombres de sublime genio, eran los poseedores. De su enseñanza aprendió los principios del movimiento del mundo y de las estrellas, y los ritos puros de sacrificio, en la medida de sus posibilidades; y de lo que aprendió, infundió una parte en la mente de los Reyes Magos, que han transmitido por tradición a edades más avanzadas, instruyendo cada uno a sus propios hijos y añadiendo a ello su propio sistema de adivinación.

- Ammianus Marcellinus, XXIII. 6.

En fuentes antiguas, Hystapes es a veces considerado como idéntico a Vishtaspa (el nombre de Avestan y Persa Viejo para Hystapes), un patrón temprano de zoroastrismo.
Históricamente, la vida de Buda también coincidió con la conquista aqueménida del Valle del Indo. La ocupación aqueménida de las zonas de Gándara e Hinduš, que debía durar unos dos siglos, fue acompañada por las religiones aqueménidas, el mazdaísmo reformado o el zoroastrismo primitivo, al que el budismo también pudo haber reaccionado en parte. En particular, las ideas de Buda pueden haber consistido en parte en el rechazo de las ideas "absolutistas" o "perfeccionistas" contenidas en estas religiones aqueménidas.
Sin embargo, según Christopher I. Beckwith, al comentar el contenido de los Edictos de Ashoka, los primeros conceptos budistas de karma, renacimiento, y al afirmar que las buenas obras que se recompensan en esta vida y en la siguiente, en el Cielo, probablemente encuentran su origen en el Mazdeísmo aqueménida, que había sido introducido en la India desde la época de la conquista aqueménida de Gandara.